# カップヌードル
カップヌードル（英語: Cup Noodles、和製英語: Cup Noodle）は、日清食品が1971年（昭和46年）9月18日より販売しているカップ麺、およびカップメシ、冷凍ライスのブランド。略称は「カプヌ」。
「カップヌードル」および「カプヌ」は、親会社にあたる日清食品ホールディングスの登録商標である。

## 概要
世界初のカップ麺であるロングセラー商品であり、時代とともに多様化によって、さまざまな風味の商品や「ミニ」「BIG」などの異なるサイズの商品も発売されている。いずれもカップに熱湯を注いで3分で食べられるタイプであり、扁平の細麺と粉末スープとフリーズドライ化された具材が入っている。
大量生産にあたってはさまざまな工夫が凝らされている。のちに多くの食品メーカーから同種の商品が発売されたが、味別の販売数ランキング（2006年時点）は、第1位「オリジナル（しょうゆ）」、第2位「シーフード」、第3位「カレー」となっており、「オリジナル（しょうゆ）」は発売以来首位を継続している。
2011年時点で世界80か国で発売され、発売以降の世界累計販売数は310億食、2016年3月に400億食、2021年8月には500億食を達成した。
カップは、かつては発泡スチロール製であったが、次々に発生する問題により、紙製となったり異なる加工法を採用するなど変化がある（後述）。
フィリピンでは「シーフードヌードル」が高い人気を得ており、日本からの土産物として定番化した商品となっている。

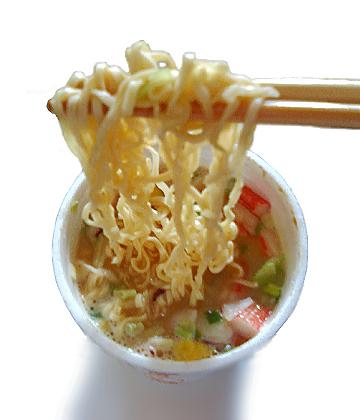
シーフードヌードル

## 名称
| マーケット     | ラテン文字表記 | 備考                                     |
| -------------- | -------------- | ---------------------------------------- |
| 日本           | CUP NOODLE     | 和製英語                                 |
| 発売当初の米国 | CUP O'NOODLES  | 英語の cup of noodles の省略形           |
| 日本以外の現在 | CUP NOODLES    | 英語表記、cup noodleは英語でカップ麺一般 |

日本国内向け商品のラテン文字表記は、単数形の「CUP NOODLE」であるが、日本国外向け商品のラテン文字表記については単数形ではカップの中に1本の麺が入っているような誤解を招く可能性があることから複数形の「CUP NOODLES」を用いる。国内では「CUP NOODLE」のブランドがすでに幅広く定着していることから、海外展開後も「CUPNOODLE」表記を続けているが、「世界のカップヌードル」シリーズ（トムヤムクンヌードルなど）は、世界各国の料理をカップヌードルで再現するというコンセプトから、海外向け商品の表記に合わせて「CUP NOODLES」としている。
なお、アメリカ合衆国で発売した当初は、cup of noodles を意味する「CUP O'NOODLES」だった。1996年から2006年までの間、ニューヨークのタイムズスクエアに製品を模した巨大な看板が設置され、看板のカップから湯気が出るという演出がなされていた。
中国語表記では「合味道」となる。

## 開発史
当時の日清の社長でチキンラーメンの開発者である安藤百福が、紙コップで手軽に食べられるラーメンを、と発案して作られた。それぞれの開発の変遷についてはカップヌードルミュージアムで詳細を知ることができる。

### 出発点
1966年（昭和41年）、安藤がチキンラーメンの日本国外進出を目指してロサンゼルスのスーパーマーケットに売り込んだものの、アメリカには手近に箸や丼がないことに気づかされる。そして、アメリカ人バイヤーが考えた末にチキンラーメンを砕いて紙コップに入れ、これに熱湯を注いでフォークで食べたことがヒントになった。安藤はラーメンが丼と箸という枷を逃れて日本国外へ進出することを見据え、いつでもどこでも食べられる容器入りのインスタントラーメンの開発を思い立った。早速売り込みから戻った安藤はホテル内で試したが、当時の紙コップは蝋を用いたパラフィン紙製だったこともあり、「紙コップ臭くておいしく食べられなかった」と後に述べている。このことから、後に『環境ホルモン報道問題』による影響から他社のカップ麺容器が紙コップ製に置き換えられた時期でも、本製品のカップ素材は発泡スチロール製のまま長らく変更されなかった（後述）。ただし、食品衛生基準が厳しい西ドイツでは陶製の容器で販売され、価格も日本のものより1.5倍ほど高価であった。
日本向け製品で用いられているアルミ箔と紙を貼り合わせた構造の密封性の高いフタは、安藤がアメリカから帰国する際の機内食で出されたマカダミアナッツの密封パックで使われていたものをヒントにしている。安藤はこのパックを開封したものに加え、未開封のものを別に1つもらって持ち帰り、容器の開発時の資料とした。その現物は今も日清食品で保管されている。

### 容器と構造
発売当初より2008年（平成20年）3月までは、全商品発泡スチロール製の容器が採用されていた。
2008年（平成20年）4月以降は一部先行商品を除き、環境保護の観点から発泡ポリエチレン断熱皮膜加工の紙製カップ（通称・エコカップ）へと切り替わっている。また、これまで包装フィルムに印字されていた賞味期限の年月日表記が容器の底に印字されるようになり、製造工場（例：関東工場製造、静岡工場製造、関西工場製造、下関工場製造、札幌日清製造）の表記も付くようになった。
発売当初から長期間採用された発泡スチロール製の容器は乾燥麺の封入で容器自体の強度を上げたりと、梱包方法ひとつをとってもさまざまな工夫の積み重ねと試行錯誤の繰り返しにより決定された。麺は「瞬間油熱乾燥法」と呼ばれる方法で製造されている。一般の袋入りインスタントラーメンの麺塊は厚みが3 cm程度であるのに対し、当製品の麺塊はカップの形状に合わせた円錐台形である。そのことから厚みが4 cmほどあり、普通に揚げると中は半生に、油温を上げると中が適度な状態になるが外側が黒く焦げるなど、開発時にはなかなか麺全体にうまく熱が行き渡らず苦心したという。この問題の解決にも、チキンラーメンと同じく天ぷらからヒントを得た事が大きく貢献したとされる。
またカップの底に空洞があるのは、出荷時の麺割れを防ぐ（中間保持構造）と同時に、湯を注いだ際に対流を発生させ、時間の経過とともに徐々に麺の重心が下に移動することにより、3分後の完成時には何もしなくても全体が自然とほぐれ食べやすくなり、その時にスープの水分も密度の高い上部と下部でまんべんなく行き渡るように計算されている「疎密麺塊構造」によるものだという。これら中間保持構造と疎密麺塊構造については、日清食品が関係する特許を取得し保持していたが、既にその権利は期限が切れている。
この疎密麺塊構造は、当初粉末スープが底入れであったため、縦長のカップ容積いっぱいに麺が詰め込まれているとスープが全体にまんべんなく行き渡らず、普通にお湯を注いだだけではカップ底部に溶けきらない粉末スープがほとんど残ったままになるという欠点があった。この点においては発売から20年以上を経て、粉末スープの場所をカップの底から麺の上へ変更することで改善された。

### 具材
袋麺と異なり、いわゆる乾物は開発時に試されたものの湯を注いでから元に戻るまで3分以上かかるため断念され、フリーズドライ製法を採用している。
日本向け製品に、伝統的に小さな剥きエビを採用したのは、製品開発当時に豪華さが感じられる食材として真っ先にエビが挙げられ、採用されたという逸話があり、60種を超える世界各国のエビの剥き身をフリーズドライ化して試した結果、インド洋沖で獲れるプーバランという、当時の日本にはほとんど輸入されていなかった高級食材種が採用された。この戦略は、航空機の機内食に見られる豪華さと簡便性の両立というテーマに沿ったものである。
その他の具材としては、見た目を重視し、ラーメンにも使われているネギや、スクランブルエッグに類似したタマゴ、味の濃いミンチ肉（成型肉）という組み合わせである。

#### 味付豚ミンチ（謎肉）
具材として、サイコロ状のミンチ肉（正式名称は『味付豚ミンチ』、かつては『ダイスミンチ』を正式名称とした）が入っている。これは、豚肉のミンチに大豆や野菜などを混合した上でフリーズドライ加工したものである。
2009年（平成21年）4月20日より品質向上および具材強化の一環として、それまでのレギュラーサイズのダイスミンチから小さな角切りのチャーシュー『コロ・チャー』へ順次変更されることになり、ダイスミンチはカップヌードルから一時的に姿を消した。その後、2015年（平成27年）4月の再リニューアルにより、カップヌードル・カップヌードルビッグ（オリジナル）に再びダイスミンチ（現：味付豚ミンチ）が入るようになった。従来のコロ・チャーも入っていたが、2019年（令和元年）10月のリニューアルですべて味付豚ミンチに置き換えられた（ビッグでは、遅れて2020年1月のリニューアルで謎肉に置き換えられた）。
独特な食感などから一部に人気があり、古くから2ちゃんねるを始めとしたインターネット上では「謎の肉」「あの肉」「謎肉」「ぞぬ肉」と呼ばれていたが、2016年（平成28年）7月27日にTwitterの公式アカウントが「CUP NOODLE なぞにく」と書かれたカップヌードルと同じ外装のコンビーフ缶を開缶する画像を投稿。同年9月12日には「カップヌードルビッグ "謎肉祭" 肉盛りペッパーしょうゆ」が発売されるなど、日清食品サイドでも「謎肉」（なぞにく）を公式の通称として採用し、商品名と販売促進が展開されるようになった。
「謎肉祭」という名称は日清食品社長の安藤徳隆が提案したものだが、当初は「ミートショック」という商品名が考えられていた。「謎肉」の名称を使うにあたり、自社製品に「謎」と命名することによるリスクが懸念されたが、安藤の強い推薦でこの名称に決定したという。
2019年（令和元年）10月21日には、謎肉を増量したリニューアル版が発売された。
2024年（令和6年）3月25日には、具材の謎肉のみを販売する「カップヌードル 謎肉放題」が発売される。発売に合わせて開設された特設サイトでは、謎肉を使った様々なアレンジレシピが紹介されている。
2023年7月10日、謎肉の加工技術を応用し、ウナギを使用せずにウナギの蒲焼の食感を再現した「プラントベースうなぎ 謎うなぎ」が開発され、同月18日にオンラインストア数量限定で発売された。2024年にはさらに改良がくわえられ、試食会後の7月11日にプラントベースうなぎ 謎うなぎと「謎うなぎ丼」がオンラインストア、地域、数量限定で発売されることが告知された。
また、過去には謎肉をモチーフにしたルービックキューブも販売されていた。

### マーケット設定
発売当時のインスタントラーメンは、3分程度加温し粉末スープを加える形が主流であり、現代と同様であった。チキンラーメンは関東地方で市場に流通していなかったため、熱湯を注いで3分で食べられるというスタイルは、発売地域外の若者にとっては物珍しかった。また、チキンラーメンを知る世代に対しても、どんぶりをカップに替えて具材も豊富な「完全調理済食品」であり、あくまでラーメンではなく「ヌードル」という新しい食品であるイメージを強く押し出していた。
当初、問屋を通した正規ルートで希望小売価格100円での展開を目指していたが、当時約25 - 35円だった袋入りインスタントラーメンの3 - 4倍程度の設定であったため、関係者の反応は悪く、注文の入らない日々が続いた。
そこで、全く新しいスタイルの商品であることもあり、市場調査も兼ねて従来と違った特殊なルートとして野球場や遊園地、警察署や消防署などといった夜勤の多い職場を対象に試験販売が行われ、関東地方ではロッテの本拠地である東京スタジアムが初めて販売された場所であった。最初の大口顧客となったのは「簡便性」「完全調理済食品」という点に目をつけた自衛隊であった。
1971年（昭和46年）11月21日には、東京・銀座の歩行者天国で大々的な宣伝販売を行い、4時間で2万食を販売した。当時はパッケージにプラスチック製フォークが添付されていた。
発売翌年の1972年（昭和47年）2月に発生したあさま山荘事件では、カップヌードルを食べる機動隊員の様子が日本全国に生放送され、視聴者の注目を集めた。事件当時の現場は、摂氏マイナス15度前後の寒さで、警察官に配給された弁当も凍ってしまったため、熱湯を注ぐだけですぐに食べられる当製品が非常食として導入されたものであった。
これをきっかけにカップヌードルの認知度は飛躍的に高まり、各地域から販売希望が多数寄せられ、その要望に応えて後に全国発売となった。また、日清食品一社提供番組の『ヤングおー!おー!』（毎日放送）でも大々的に宣伝された。
1970年代には漫画「ドラえもん」にはギャグとして「カップメンのプラモデル」が登場するエピソードが存在するが、この後1980年代には東京マルイより「ウォークメイト」シリーズの一つとして本品を模してゼンマイ式の歩行機構を組み込んだプラモデルが実際に登場し、2020年にはカップヌードルの発売記念日である9月18日にBANDAI SPIRITS（旧・バンダイ ホビー事業部）より「BEST HIT CHRONICLE 1/1 カップヌードル」として通常サイズのカップヌードルを忠実に再現したプラモデルが発売された。
この他、タカラトミーの自動車玩具であるトミカでもカップヌードルを2階建てバスに見立てた自動車を発売している。

### パッケージ

#### デザイン
パッケージの基本的なデザインは、1970年（昭和45年）開催の日本万国博覧会のシンボルマークをデザインした大高猛によるもので、1971年（昭和46年）の発売当初から継続して踏襲しており、どの国で発売されているものでも企業ロゴ・“CUP NOODLES”のロゴ（日本のみ単数形の“CUP NOODLE”と表記）とキャタピラ（帯状の点線） を入れる決まりになっている。この通称キャタピラは、安藤百福がデパートで見かけた洋皿の柄が原点であり、2018年（平成30年）4月6日に「位置商標」として商標登録された（登録番号：第6034112号）。
容器における表現では「カップヌードル」と「ド」が小さく表記されているが、これは「ヌードル（noodle）」の正確な発音に合わせて「ド」を小さく表記したためである。また、一部では『当時「ヌードル」という言葉が日本に定着しておらず、この商品を見て「ヌード」と勘違いされ、購入を敬遠されるのを避けるため』という説も存在していたが、『キングコングのあるコトないコト』（2010年8月2日放送、第40回テーマ「インスタントラーメン」）にて日清食品広報部はこの説を否定し、前述の理由を示した。
1975年（昭和50年）には、米国プラスチック協会のデザイン部門グランプリを受賞している。
日本向け製品のシュリンクフィルム包装のカップ底面にある「開封口」には透明なシール（正式名称はタックシール、かつてはバーコード印刷）が貼ってあり、そのシールを剥がすことでフィルムに切れ目が入り、開封を容易にしている。凹凸が少ないこの容器に包装フィルムが密着しており、突起状の道具で突き刺して切り裂かなければ開封しづらいという他商品にはない欠点を、容器に大きな改良をすることなく対処している。また、「カップに湯を入れた後、フタにこのシールを貼って閉じることができる」という利便性も兼ね備えている。また、懸賞の応募シールとしても使用されたことがある。このシールは1984年9月より採用されてきたが、2021年6月4日、同社が2019年より実施している「カップヌードル DO IT NOW!」プロジェクトの一環でプラスチック原料を削減するために廃止されることが発表され、代替として2021年6月より、フタの開け口を2つに増やしたWタブが採用されている。発表前日の2021年6月3日には公式Twitterにて予告投稿がなされ、話題を呼んでいた。ビッグサイズは上記のシールが継続使用されていたが、2023年6月よりWタブに順次切り替えられた。ミニサイズは対象外。
地域限定パッケージも存在し、2016年（平成28年）には北海道限定で「CUP NOO道（カップヌードウ）」デザインの製品が発売されたことがある。中身は通常のカップヌードル・シーフード味・カレー味と同じ。

#### 保存方法
直射日光の当たらない常温の場所で保管する。また、パッケージ注意書きに「移り香注意」とあるように、臭いの強いものと一緒に保管しないこと。
2008年（平成20年）10月23日、当製品を食べた消費者が嘔吐や舌のしびれを訴えるという事件が発生し、スープから防虫剤（パラジクロロベンゼン）が検出された。同月25日には、同年4月以降相次いでパラジクロロベンゼンなどの防虫剤成分が検出されていたことと、日清食品の実験で「防虫剤の近くでカップヌードルを保管すると、成分が容器を浸透し麺に付着すること を確認した」と発表。4月から導入したエコカップが特に臭気を浸透しやすいと判断し、改良型のエコカップ仕様の製品に順次置き換えることも発表された。

### 世界への普及
1973年のアメリカ発売から始まって世界80か国以上に普及しているが、各国ごとの事情に合わせ、味は様々なものが販売されている。広告も盛んに行われ、アメリカ・ニューヨークでは、ランドマークとして1996年から2006年までタイムズ・スクエアビルの頂上付近に約16メートルの立体看板が鎮座していた。同ビルが伝統的に湯気を出す広告を設置していたためである。

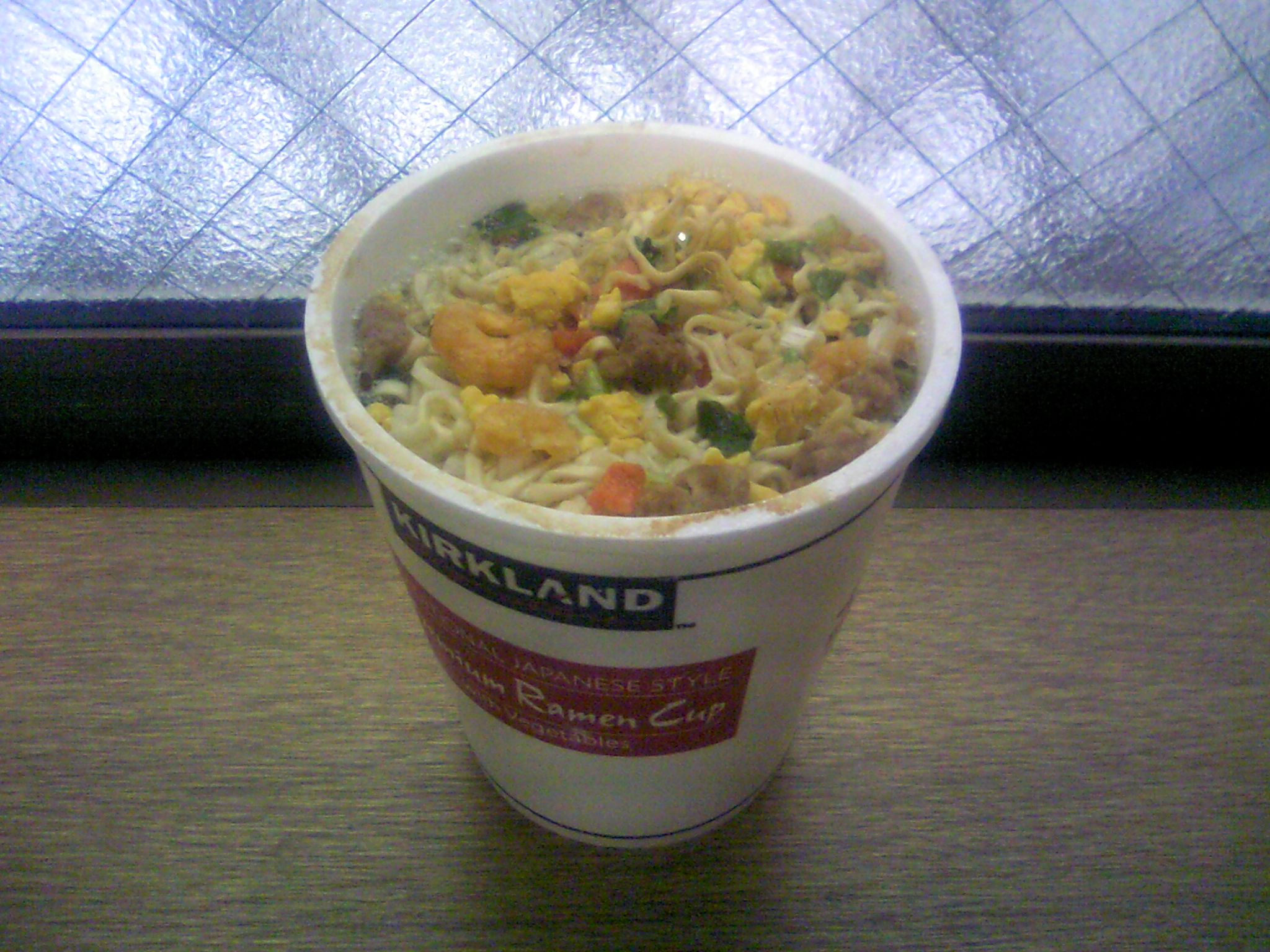
コストコのPB（カークランド・シグネチャー）、アメリカ合衆国でのOEM商品（2008年6月撮影）
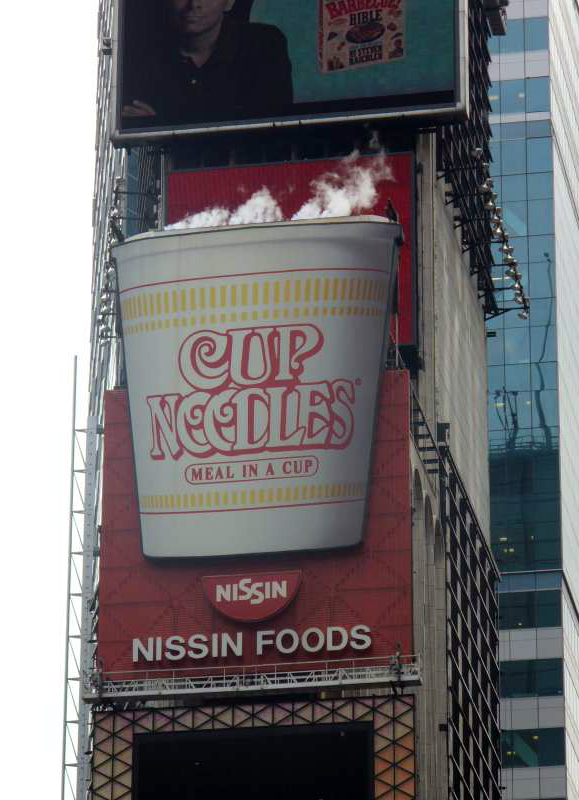
2006年までタイムズスクエアに設置されていた看板の様子

### 自動販売機
日本には、発売当時から自動販売機による商品販売が行われている。第1号機は、東京・大手町にある日本経済新聞社東京本社に設置された。湯を供給する機能（無料のものと有料のものがある）もついており、主に高速道路のサービスエリアや幹線道路沿いの終夜営業の自動販売機コーナー、フェリー、企業、学校の休憩施設内、あるいはサウナ、カプセルホテル、漫画喫茶などの軽食コーナーなどに設置されている。当初はすべての製品にフォークが添えられていたが、後に割り箸に切り替えられ、現在箸の添付は自動販売機向け限定になっている。希望小売価格よりも割高な料金で提供されることが多い。発売当初は、給湯機能の無い販売専用の自動販売機も存在していた。
1975年に姉妹商品として同様の容器を使用し、自販機販売にも対応していたライス加工食品「カップライス」が発売されたが、短命に終わった（後述）。
どん兵衛、チキンラーメン、日清焼そば（基本的にUFOの名前は使われていないが、一時西日本地域ではUFOの名前を使ったものも見られた）も容器を当製品と同規格にしたタイプが、基本的に自動販売機専用で売られている。一般店頭ではほぼ手に入らないが、CGCグループのスーパーマーケットの一部など限定した販路で流通しているほか、ネットショッピングで購入できる場合がある。逆にそれらの通常版の製品の給湯が可能なタイプの自動販売機も提供されている。自動販売機版どん兵衛は容器サイズの関係上具が小さく、それによる顧客の不満を解消することが可能になる。

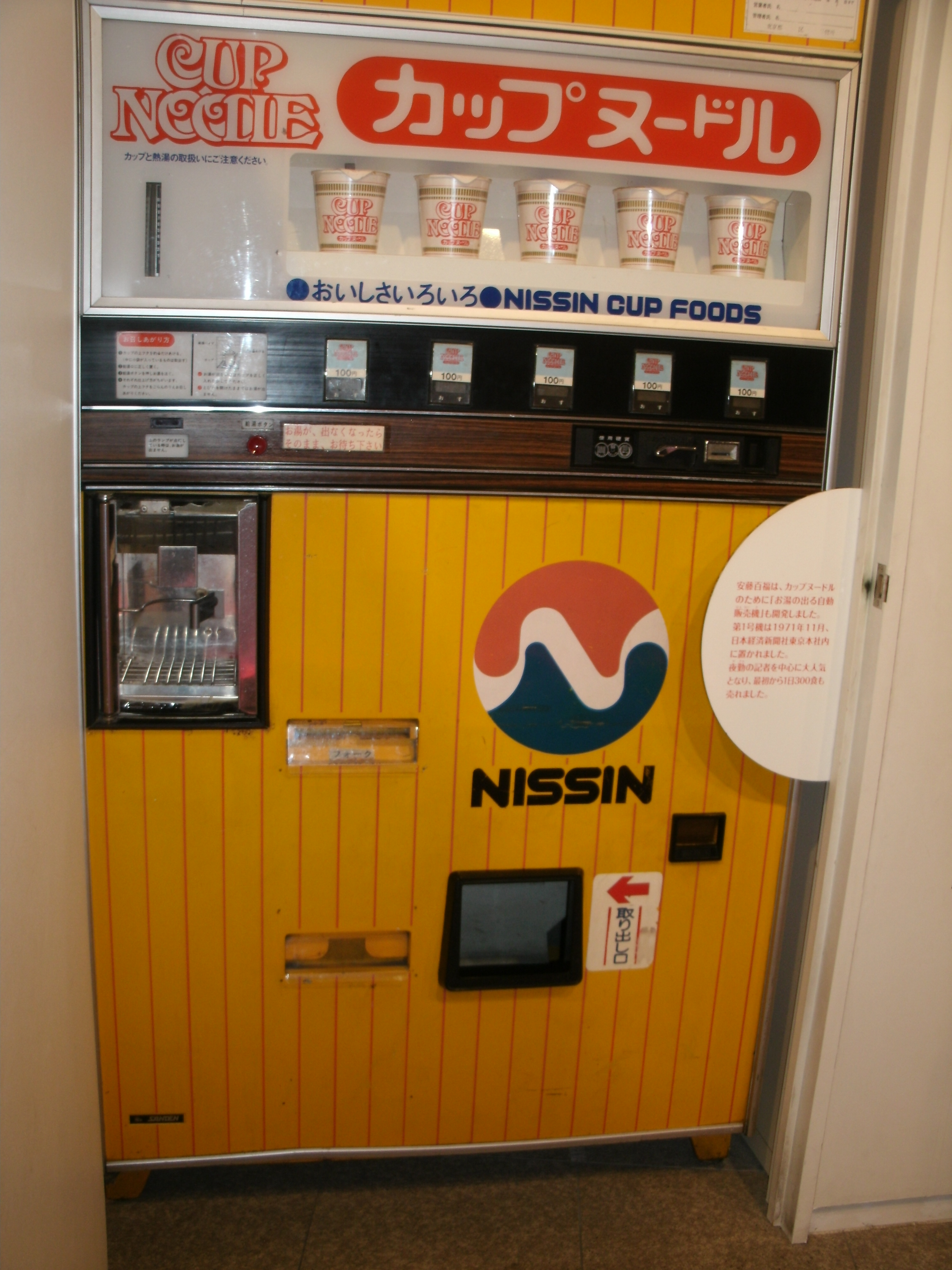
初期の自動販売機。日清食品の旧ロゴマークがある
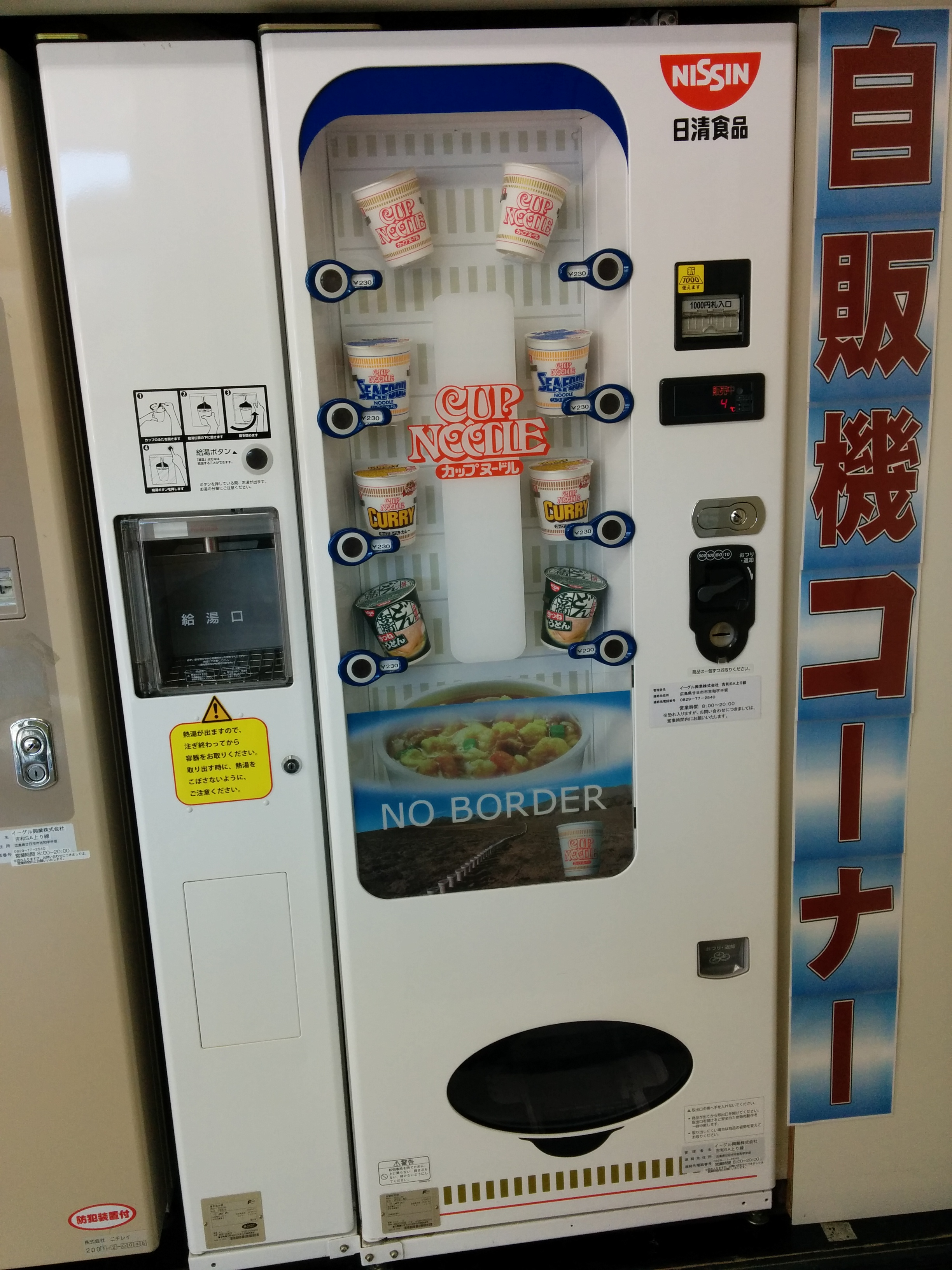
現在のカップヌードル自動販売機の例

## 日本での主な種類
※2025年（令和7年）5月現在
◆印が付与された商品は発売当初から「クセになる旨さ」（略称・クセ旨）シリーズに編入されている商品
◇印が付与された商品は後に「クセになる旨さ」シリーズに編入された商品
☆印が付与された商品は米飯系シリーズ

### レギュラー
- カップヌードル - 別称・「しょう油」「オリジナル」。2009年4月下旬出荷分より具材のひとつである従来のダイス状のミンチ肉からダイス状のチャーシュー（通称「コロ・チャー」。コロっとした（正確にはサイコロ型）チャーシューの略）に変更された[注 5]。しかし日清食品による消費者調査ではダイスミンチの復活を要望する声も多く、2015年4月からは以前のチャーシューと豚ミンチに加えてダイスミンチが復活する組み合わせを経て[69]、2019年3月出荷分より肉由来の具材が豚肉と大豆由来のダイスミンチに統一された。
- シーフードヌードル - 2009年7月上旬出荷分より具材にイタヤガイの貝柱が追加されたが2015年7月出荷分より廃止。2020年10月出荷分より具材に「ほぼイカ」と呼ばれるイカ風味カマボコが追加された。
- カップヌードル カレー - 2009年9月中旬出荷分より具材のひとつである従来のダイスミンチからダイス状のチャーシューに変更された（カレーヌードル専用「コロ・チャー」）[70]。
- カップヌードル チリトマトヌードル - 1982年より発売[71]。2010年（平成22年）8月2日に数量限定で食玩商品を発売（後述）。2001年ごろ、店頭販売の希少性により日清食品のオンラインショップで首位を取っていたことがあり、ネットによる消費者の反応の例として東洋水産の「俺の塩」とともに日本経済新聞の記事になったことがある。発売以来、根強い人気があるが（後述する「カップヌードル 味噌（4代目）」が登場するまではカップヌードルシリーズ中、4番目に人気があった）、日清食品のお膝元である関西圏では長らく一般販売が行われていなかった。関西圏でコンビニなどの店頭に並ぶようになったのは2010年代に入ってからである。1982年9月より発売開始。その後、2017年4月出荷分より具材のひとつであるチキンダイスから白いダイスミンチ（鶏肉由来の「白い謎肉」）に変更を経て、2025年1月出荷分より具材のひとつである白いダイスミンチからポークダイスミンチ（カップヌードルしょうゆ味とほぼ共通の豚肉と大豆由来の「謎肉」）へ再度変更された。
- カップヌードル ミルクシーフードヌードル - 「シーフードヌードルに牛乳をかけるとクラムチャウダーの味になる」という口コミから生まれた商品。毎年冬季限定発売。2017年には発売10周年を記念してリニューアル。2018年に北海道産の素材を使用した「北海道濃厚ミルクシーフー道ヌードル」へとリニューアルされた。
- カップヌードル 欧風チーズカレー◇
- カップヌードル ミーゴレン - シリーズでは珍しい（インドネシア風）カップ焼きそばであり、食べる前に上蓋に穴を空けて湯を切る必要がある。ただし、容器自体は他製品と同じ形状である。
- カップヌードル パスタスタイル - ボロネーゼ、和風タラコ、ボンゴレ。カップ焼きそばのように湯を切る形式。
- タイ カップヌードル - トムヤムクンとミンスドポーク。タイで販売されている商品を逆輸入したもの。
- カップヌードル リッチ 無臭にんにく卵黄牛テールスープ味&贅沢とろみフカヒレスープ味 - 45周年の限定発売商品で、高級食材を使用した「カップヌードル リッチ」シリーズの第2弾（フカヒレスープ味は第1弾でも販売）。
- カップヌードル 香辣海鮮味（しゃんらーかいせんあじ。スパイシーシーフード） - 45周年企画として2016年5月に行われた「世界のカップヌードル総選挙」で1位になった香港の製品。当初は「ビッグ」として販売され、2017年にレギュラーサイズで復活した。
- カップヌードル 抹茶仕立てのシーフード味
- クリーミートマトヌードル - パッケージには「CHEESE TOMATO」と書かれている。
- カップヌードル 珍種謎肉 スモーキーチリしょうゆ味 - 唐辛子を練りこんだ「チリ謎肉」入り。珍種謎肉シリーズ第1弾。
- シーフードヌードル 珍種謎肉 ガーリックシュリンプ味 - 魚肉を使用しえびの風味を加えた「えび謎肉」入り。珍種謎肉シリーズ第2弾。
- カップヌードル 珍種謎肉 イタリアンチリトマト味 - バジルを練りこんだ鶏肉ベースの「バジル謎肉」入り。珍種謎肉シリーズ第3弾。
- カップヌードル 味噌（4代目）◇ - 2019年4月1日発売。後述する既存のカップヌードル 味噌 ミニ（2018年4月発売：4代目ミニ）が好調なことから、レギュラーサイズとして発売された[72]。しかし、当商品の販売が当初の計画を大幅に上回り、「カップヌードル」ブランド全体として十分な商品の供給量を確保できない状況となり、主力商品の安定供給をはかるべく、当商品の販売を一時的に休止することとなったが、その後、商品を安定供給できるめどが立ったことを理由に同年8月26日より全国で販売再開となった[73]。2022年3月7日にはリニューアルを実施し、3種の味噌を合わせショウガとニンニクをアクセントにきかせた濃厚なスープを基本に、新たに肉味噌の風味を加えることでコク深さがアップしたほか、更に豚肉と大豆由来の謎肉が山椒を加えた専用の謎肉に変更された（4代目）[74]。なお、この4代目以降は、過去のものとは異なり、和風な味噌の風味を前面に出したものとなった。初代（1992年7月発売）と2代目（2005年、自動販売機専売商品）、3代目（2006年11月発売、2代目のリニューアル・レギュラー化）は、「味噌」ではなく「カップヌードル MISO」と称し、スープは洋風だしで具材も洋風だった[75]。
- カップヌードル 旨辛カルビ味焼そば - 2021年7月5日発売。カップヌードル史上初となるカップ焼そば（汁なし麺）であり、豚カルビの旨味がやみつきになる旨辛ソースが特徴となっている。
- カップヌードル 辛麺◇ - 2021年8月30日発売。カップヌードル史上最大量となる「ぶっかけ焙煎唐辛子」を配合しながらも、旨み6：辛さ4の比率でただ辛いだけでなく深い旨味も味わえるのが特徴となっている。
- カップヌードル にんにく豚骨 - 2022年2月14日発売[76]。
- カップヌードル ねぎ塩◇ - 2023年2月27日発売。鶏のうまみをしっかりと際立たせた「鶏塩スープ」をベースに鶏肉のうまみと香ばしさが際立つ新具材「炙り白謎肉」と大ぶりのねぎ、たまご、キャベツ、赤ピーマンを具材として採用している。旧製品である「SiO（しお）」は本品の発売に伴い終売となった。
- カップヌードル 担担◇ - 2023年8月28日発売。
- カップヌードル 白味噌◆ - 2024年11月25日発売。冬季限定商品。

### ビッグ
当初は「Dカップヌードル」の名前で発売。麺量を袋麺と同等の重さに増量したタイプで、内容量99g麺量85gとレギュラーより多い。
- カップヌードル ビッグ - 2010年4月26日のリニューアル版より、従来のダイス状のミンチ肉からダイス状のチャーシュー（「コロ・チャー」）に変更された。
- シーフードヌードル ビッグ - 2010年4月26日のリニューアル版より、具材にイタヤガイの貝柱が追加された。
- カップヌードル カレー ビッグ - 2010年4月26日のリニューアル版より、従来のダイス状のミンチ肉からダイス状のチャーシュー（「カレー専用コロ・チャー」）に変更された。
- カップヌードル チリトマト ビッグ - 2017年4月出荷分より具材のひとつであるチキンダイスから白いダイスミンチ（「白い謎肉」）に変更された。
- カップヌードル 鶏白湯 ビッグ - 2020年4月20日発売。鶏白湯に野菜を溶かし込んだスープが基本で、ざらつきのあるポタージュのような飲み口且つ、後味までしっかりとした鶏の旨味が感じられるこってり濃厚な味わいが特徴で、更に別添の「特製鶏旨香味油」を加えると、深みのあるの香りが広がり、より一層食欲がかき立てられる。
- カップヌードル 氷見（ひみ）カレー ビッグ - 2021年7月12日発売。プロバスケットボールプレーヤーの八村塁選手の地元である富山県のB級グルメ「氷見カレー」をイメージし、カップヌードル流にアレンジした。食べる直前に添付の「特製氷見産煮干しパウダー」を加えることで独特の和風だしの効いた風味を味わうことができる。

### ミニ
- カップヌードル ミニ - 1984年発売[77]
- カップヌードル カレー ミニ
- シーフードヌードル ミニ
- カップヌードル SiO（しお） ミニ
- カップヌードル 味噌 ミニ

### カップヌードル スーパー合体シリーズ
2021年9月13日から数量限定で販売開始。販売50周年を記念し、レギュラー8種をそれぞれ2種類ずつ組み合わせたもの。2022年9月12日からは、やはり数量限定で第2弾が販売された。
第1弾
- オリジナル（しょう油）&洋風しお
- カレー&シーフード
- 旨辛豚骨&味噌
- 欧風チーズカレー&チリトマト

第2弾
- オリジナル（しょう油）&シーフード
- 欧風チーズカレー&味噌
- チリトマト&パクチー香るトムヤムクン
- にんにく豚骨&辛麺

### カップヌードルPRO 高たんぱく&低糖質 → カップヌードルPRO 高たんぱく&低糖質さらに塩分控えめ
「カップヌードルナイス」の後継商品として、2021年4月5日から発売開始。糖質制限食でダイエットや血糖値管理を行っている50代・60代の男性の消費者向けの商品であり、油揚げ麺採用でありながら通常のカップヌードルに比べてたんぱく質15gアップ、糖質50%オフをそれぞれ実現。麺の質量は全て60gに統一されているほか、カップヌードルナイスと比べてたんぱく質由来の重量及びカロリーが増加しており、健康志向はそのままで本家と同等の味や食べ応えに訴求した商品となっている。原材料の90％以上が海外産のため、パッケージにJASマークの表記がない。2025年2月24日に初の全面改良を実施し、更に後述する既存商品「カップヌードルPRO 塩分控えめ」の機能を統合する形で商品名を「カップヌードルPRO 高たんぱく&低糖質さらに塩分控えめ」に改称。塩味を強める弊社独自の特許技術と塩味を強める際に出てくる固有のエグみを感じにくくする技術を組み合わせた「ちゃんとしょっぱい!塩分控えめ製法」を新たに採用することで高たんぱく&低糖質に加え、更に塩分25%オフを実現した。
- カップヌードルPRO 高たんぱく&低糖質 → カップヌードルPRO 高たんぱく&低糖質さらに塩分控えめ
- シーフードヌードルPRO 高たんぱく&低糖質 → シーフードヌードルPRO 高たんぱく&低糖質さらに塩分控えめ
- チリトマトヌードルPRO 高たんぱく&低糖質 → チリトマトヌードルPRO 高たんぱく&低糖質さらに塩分控えめ - 当初の商品名だった「チリトマトヌードルPRO 高たんぱく&低糖質」は2022年3月21日発売開始。

### 世界のカップヌードルシリーズ
世界各国の料理をカップヌードルで再現したシリーズ。
- パクチー香るトムヤムクン
- 痺れる花椒の火鍋ヌードル
- ポルチーニ香るきのこポタージュ
- シンガポール風ラクサ - 本来は2015年に発売された「カップヌードル エスニックシリーズ」の一つであるが、販売終了後も、ユーザーから『もう一度食べたい』の声が数多く寄せられた復活リクエストNo.1の商品であることから、今回は当シリーズの新ラインアップとして2023年4月10日に発売（実質的には再発売）された。

### スープヌードル → あっさり少なめカップヌードル → あっさりおいしいカップヌードル
レギュラーサイズ版カップヌードルの廉価版として日清食品が2006年3月20日から日本全国で発売しているカップ麺の名称。日清食品が、日本の社会環境や生活構造の変化から、カップ麺の愛用者の拡大、もしくは日常的にカップ麺をあまり食べることがない若年女性と高齢者をターゲットとした低価格のカップ麺として発売。現在は希望小売価格が税抜き153円、一時期はオープン価格であった。本製品発売前は100円ショップやディスカウントストアで、あるいは一般の店舗での安売りとして、カップヌードルが100円前後の価格で販売されることも珍しくはなかったが、本製品の発売後は低価格での販売については多くの店舗でこちらに切り替えられた。なお、2025年現在では物価高騰の煽りを受け、あっさりおいしいカップヌードルは特売品であっても税込み120円前後になる場合も少なくなく、当商品を販売する100円ショップも激減している。
現行は、レギュラー（しょうゆ味）、カレー味、シーフード味、旨辛シーフード味、チリトマト味の5種類で、パッケージデザインは側面上部に「あっさりおいしい」と表記されている点以外は、「カップヌードル」とほぼ同じである（完全オリジナルの旨辛シーフードのみ「旨辛」が強調されている）。「スープ感覚」を謳い、麺の重量は50グラム（発売当初は55グラム）と、カップヌードル（60グラム、ただししょうゆ味のみ65グラム）の概ね80%の質量で、具材の量は、カップヌードル・ミニよりやや多い量（類似品がない あっさりおいしいカップヌードル 旨辛シーフード を除く）であり、必要なお湯の目安量はあっさりおいしいカップヌードルは310～320ml（カップヌードルしょう油とカレーは300ml、シーフードは320ml）。レギュラーの肉は旧来のダイスミンチでありコロチャーは入っていない（途中コロチャーへと変わったカップヌードルしょう油と違い、発売からずっとダイスミンチを使用している）。なお容器は2011年12月出荷分までは発泡スチロール製を採用していたが2012年1月出荷分より既存のカップヌードル（ミニは除く）同様、紙製への変更を経て、2018年4月9日のリニューアルを期に商品名を「あっさり少なめカップヌードル」に改称されたが、（商品名そのものが）不評だったため同年7月の出荷分より再び商品名を「あっさりおいしいカップヌードル」に改称となった。2021年10月出荷分より上蓋の形状が変更され、同年5月より先行変更されたレギュラー版同様、Wタブの上蓋に変更された。このうち、旨辛シーフード味は2023年6月5日に、チリトマト味は2025年3月31日にそれぞれ発売。
仕様は似ているが、カップヌードル商品を買うことで景品が当たるキャンペーン等では対象外商品になる。

### おだしがおいしいカップヌードル
上記のあっさりおいしいカップヌードルの横展開商品として日清食品が2019年3月18日から日本全国で発売している和風カップ麺シリーズ。65歳以上のシニア層をターゲットに開発された。カップヌードルでのレギュラーのそば商品は43年ぶり（「日本で過去に発売されていたもの」参照）、うどんは初である。ラインアップは肉だしうどんと鶏南蛮そばの2種類。こちらも2021年10月出荷分より上蓋の形状が変更され、同年5月より先行変更されたレギュラー版同様、Wタブの上蓋に変更された。
あっさりおいしいカップヌードル同様、カップヌードル商品を買うことで景品が当たるキャンペーン等では対象外商品になる。

### 特上カップヌードル
ワンランク上の”カップヌードル”と位置付け、カップヌードル発売52周年記念製品として2023年9月11日に発売。コナミデジタルエンタテイメントの協力で「いいですか，落ち着いて聞いてください」というネットミームを生んだ「メタルギアソリッドV ファントムペイン」の映像を使用したWEBCMが制作され、youtube日清食品公式チャンネルで公開されている。
- 特上カップヌードル - カップヌードル史上最大サイズの「謎肉」が具材として採用され、加える事で濃く深い上品なスープとなる「特製トリュフ風味オイル」が添付されている。
- 特上シーフードヌードル - 帆立・イカ・エビ・鯛のうまみが濃いスープが特徴で今まで具材として採用されていなかった「エビ」が本品で初めて採用された。ちなみにWEBCM第2作「実は入ってない 篇」ではこの事をネタにしている。
- 特上カレーヌードル - バターカレー風味のスープが特徴で皮付きポテトが具材として採用。加える事でスパイシーさが増す「後かけスパイス」が添付されている。
- 特上チリトマトヌードル - 酸味と辛味がベストマッチされたチリトマトスープと唐辛子が練り込まれた「謎肉」が特徴。

### カップヌードル マイ・レンジタイム
水を容器に注いで電子レンジで煮込んで調理することを可能にしたもの。2008年10月20日より「カップヌードル レンジスタイル」の名称で発売開始。前述のとおり水を容器に注いで電子レンジで煮込んで調理する以外に、これまでのカップ麺同様、熱湯を容器に注いで調理する事も可能である（熱湯を容器に注いだ場合、電子レンジ調理は不可）。カップヌードル レンジスタイルの容器の体積と麺の質量に関してはレギュラーとビッグの中間に値する大きさである。2009年5月11日、当商品名を「カップヌードル マイ・レンジタイム」に改名。これに伴い容器の体積と麺の質量をレギュラーとほぼ同等にした。
- カップヌードル マイ・レンジタイム クリームシチューヌードル
- カップヌードル マイ・レンジタイム ビーフシチューヌードル
- カップヌードル マイ・レンジタイム タコス風ヌードル
- カップヌードル マイ・レンジタイム トムヤムクンヌードル

### お椀で食べるカップヌードル
2017年9月11日より発売開始。小容量の麺とかやく入り粉末スープをセットにした3食パック入りの袋麺シリーズで、少しだけ食べたいときや食卓にもう１品加えたいときに都合がいいという理由から、単身世帯やエンプティ・ネストと呼ばれる世帯のシニア層をターゲットに開発された。
- お椀で食べるカップヌードル しょうゆ味 3食パック
- お椀で食べるカップヌードル シーフード 3食パック
- お椀で食べるカップヌードル 味噌 3食パック

### モモフクヌードル
2018年10月3日に販売開始。阪急百貨店うめだ本店との共同開発商品で、店頭発売は同店舗のみとなっている。全粒粉ノンフライ麺とスムージースープ、ヤサイコロと呼ばれる10種類の野菜具材を組み合わせて2145種類のラーメンが製作可能。なお、製品の賞味期限は1ヶ月となっている。
- ほうれん草とブロッコリーのグリーンスムージー
- トマトと赤パプリカのレッドスムージー
- にんじんとココナッツミルクのエスニックカレーイエロースムージー
- キャベツとマスカルポーネのホワイトスムージー（2019年4月1日から7月31日まで限定発売）
- きのことアーモンドのトリュフ香るブラウンスムージースープ（2019年10月3日から2020年2月29日まで限定発売）

### カップヌードルごはん☆
カップ麺ではなく、当シリーズの風味に味付けしたカップライス商品。2009年に発売された日清GoFan同様、パフライスに水を注ぎ電子レンジで約5分半加熱して調理する。2010年8月16日より近畿地区2府4県で発売開始。2倍以上の注文で生産が追いつかず2010年8月21日には一時出荷休止となった。同年9月27日から「カップヌードル味」が発売開始され、翌2011年3月7日には「シーフードヌードル味」も発売再開された。その後「カップヌードル味」は2011年7月25日から、「シーフードヌードル味」は同年11月21日から日本全国で販売開始された。
- カップヌードルごはん カップヌードル味
- カップヌードルごはん シーフードヌードル味
- カップヌードルごはん カレーヌードル味
- カップヌードル ぶっこみ飯 - 2017年3月発売。カップヌードルの麺の代わりにご飯が入ったもの。湯を注いで調理する。

2011年8月1日には、日清食品冷凍から「カップヌードルごはん カップヌードル味」の冷凍食品（冷凍米飯）が近畿地区限定で発売を開始した。
2013年3月25日には、「カップヌードルごはん」をはじめとする「日清のごはんシリーズ」5品をリニューアルした。容器と調理方法の変更がなされ、仕上げ香味油を蓋から取り外し水を入れればすぐに調理できるようになった。また、個別パックの包装材を減らすことにより価格も大幅に下げられた。

### カップヌードルおにぎり☆
当シリーズの風味に味付けしたごはんを使ったもので、カップめんではなく冷凍食品である。味付けされたおにぎりが3つ、カプセル容器に入っており、電子レンジで調理する。2013年4月頃に全国発売。当初のCMでは食べながら口の中を見せる行為が物議を醸した。2014年9月1日にリニューアルが発表され、2個入りとなり、シーフード味が追加、2015年3月1日にはカレー味が追加された。
- カップヌードルおにぎり カップヌードル味
- カップヌードルおにぎりシーフード シーフード味
- カップヌードルおにぎりカレー カレー味

### まみれシリーズ
- カップヌードル 謎肉まみれ
  - まみれシリーズ第一弾で、通常のカップヌードルの約4倍の謎肉が入っている。2023年10月発売
- シーフードヌードル イカまみれ
  - 謎肉まみれに同じく第一弾で、通常のシーフードヌードルの約3倍のイカが入っている。2023年10月発売
- カップヌードル エビまみれ
  - まみれシリーズの第二弾で、通常のカップヌードルの約2倍のエビが入っている。2023年11月発売
- カップヌードル カレー 謎肉まみれ
  - エビまみれに同じく第二弾で、通常のカップヌードルカレーの約4倍の謎肉が入っている。2023年11月発売

### その他
- カップヌードル保存缶
  - 賞味期限3年間の非常食（備蓄品）用。フィルム包装した麺、スープと具のパック、カップ、折りたたみフォークがそれぞれ2食分脱酸素剤とともに金属製の缶に詰められているもの。2012年8月にチキンラーメン保存缶と合わせて計50,000食（25,000缶）が3つの自治体に寄贈され、2013年には一般向けに数量限定発売もされた[89][90]。
- カップヌードル謎肉祭の素 4連パック
  - 「謎肉」だけをパックにした製品。オムニ7限定販売。

## 日本で過去に発売されていたものの一覧
既に発売が終了しているもの。

### レギュラー
- カップヌードル 天そば - 黎明期のバリエーションのひとつ。1972年（昭和47年）12月[57]に販売開始。世界初の和風カップ麺とされる。しかし1976年（昭和51年）に同社の和風カップ麺「どん兵衛 天ぷらそば」が発売されたのに伴い、そのまま終売となった。伊集院光はラジオなどで「カップヌードルの天そばを見たことがあるといくら言っても誰も信じてくれない」と語っていたが[いつ?]、後述の40周年記念キャンペーンで「復刻希望第1位」を獲得し、2012年1月16日に約35年ぶりに復刻版が数量限定で発売された。
- カップヌードル チキンヌードル - 1981年発売[71]。
- カップヌードル ポークチャウダー - 1983年発売[71]。2021年、カップヌードル生誕50周年を記念して、セブンイレブン限定でビッグサイズが期間限定で復刻販売。
- カップヌードル ベジタブルヌードル - 1986年発売[71]。
- カップヌードル ビアンコ - 1988年発売[71]。2001年に3カ月間限定で復刻
- カップヌードル China 回鍋肉（ホイコーロー）麺 - 1989年発売。短命に終わる。
- カップヌードル China 芙蓉蟹（フヨウハイ）麺 - 1989年発売。こちらも短命に終わる。
  - 上記2種類については、マイケル・チャンをコマーシャルに起用した。
- カップヌードル RED ZONE - 1991年発売[71]。赤いシーフード。
- カップヌードル ブタホタテドリ - 1991年発売。2001年に3カ月間限定で復刻。後述の総選挙で2位にランクインし、2011年12月に復刻版が数量限定で発売した。2021年にセブンイレブンにおいてビックサイズで数量限定で発売した｡
- カップヌードル ブートン ヤキブタ しょうゆとんこつ - 1993年発売。
- カップヌードル イカトン ヤキイカ 五目とんこつ - 1993年発売。
- カップヌードル MISO（初代） - 1992年発売。当時、ジェームス・ブラウンを起用したコマーシャルが一世を風靡した。なお、後述の総選挙で6位にランクインした。
- カップヌードル ドラえもん
- カップヌードル スパイシーカレー - 総選挙で3位にランクインし、2011年11月に復刻版を発売した。
- カップヌードル トンコツ - 1994年発売。
- カップヌードル サマーヌードル - 1995年夏期限定。コマーシャルソングは真心ブラザーズの「サマーヌード」。2017年7月、どん兵衛天茶うどん、日清焼そばU.F.O.・熱帯U.F.O.とともに「黒歴史トリオ」の一環として復刻限定販売。
- カップヌードル 五目 あっさり中華しょうゆ - 1995年発売。
- カップヌードル 麻婆 ぴりっと中華みそ - 1995年発売。
- カップヌードル チキン&ペパーヌードル
- カップヌードル 八宝菜 とろ〜り中華しょうゆ
- カップヌードル 蟹玉 カニとタマゴの塩味風
- カップヌードル バリトン - 後述の総選挙で最下位にランクインしてしまった。
- カップヌードル バーベキューチキン
- カップヌードル ガーリックポーク
- カップヌードル ハヤシ
- カップヌードル チャウダー
- カップヌードル 角煮
- カップヌードル エビチリ
- カップヌードル レッドカレー
- カップヌードル 酢豚
- カップヌードル おこげ
- カップヌードル ポーク
- カップヌードル とろみ中華 広東五目しょうゆ
- カップヌードル とろみ中華 四川麻婆みそ
- カップヌードル とろみ中華 上海蟹玉しお
- カップヌードル スケルトン - 1999年9月に個数限定発売、透明カップを使用[91][92]。内容は通常のものと同じ。スケルトンブームが起きたのを受け、通常商品では見る事のできない塊麺構造やお湯で戻っていく様子を観察することができるというギミックがあった。関東・中部・近畿のコンビニで100万個限定発売されたが、環境ホルモン問題でポリカーボネートの食品容器としての使用が批判された時期だったため早期に販売終了となった。
- カップヌードル 旨ダレ中華 焼豚しょうゆ
- カップヌードル 旨ダレ中華 担々みそ
- カップヌードル チーズカレー（初代）
- カップヌードル 煮豚
- カップヌードル 鶏五目
- カップヌードル 熱帯シーフードヌードル
- カップヌードル ポーク
- スタミナカップヌードル 焼きカルビ黒しょうゆ
- スタミナカップヌードル 豚バラ赤辛みそ
- 韓国風辛口カップヌードル - FIFAワールドカップ2002開催記念限定商品。
- 地中海風しおカップヌードル
- 香港風みそカップヌードル
- チキンヌードル
- ポークチャウダーヌードル - 1983年発売
- ビーフヌードル - フライドポテトの具が入っていた。テレビCMは「日清から『ビーフヌードル』が出た! スープもビーフ!」（NR：松澤一之）の後、一般人による「具もビーフ」、これを「一般人」部分を変えながら「5秒スポット」のごとく繰り返す（15秒バージョン：３回、30秒：6回）。
- ベジタブルヌードル - 1986年発売
- カップヌードル MISO（2代目） - 2005年発売。自動販売機専売商品。
- 北の皮ジャガベーコン 塩とんバター
- 缶入りカップヌードル「TimeCan（タイムカン）」 - 2000年発売。10年保存可能なもの。ただし、2004年に一部の製品に缶の引き締め不足による不具合がある可能性が分かったため自主回収のアナウンスが出され[93]、お詫びCMの放映にまで至った。
- ファインヌードル ねぎ肉とんがらし
- ファインヌードル うま味シーフード
- ファインヌードル チキンタンメン
- カップヌードル X味 - X JAPAN風味として企画された。
- カップヌードル GLAY - GLAYのメンバーがパッケージに入れられたもの。2001年に行われた「GLAY EXPO 2001」のグッズとして、ローソン限定で発売。
- カップヌードル チャイナ 旨味オイスター醤油
- カップヌードル チャイナ 辛味豆板醤味噌
- カップヌードル 夏の辛口スパイシーチリ - カップヌードル誕生35周年記念限定商品。
- カップヌードル ワイルド ホットチリペッパー
- カップヌードル マイルド クリーミーチキン
- カップヌードル スパイシーコクしょうゆ たっぷり7種類の具 - 35周年記念終了限定商品。シリーズ唯一のJAS上級規格の材料を用いる。
- カップヌードル 担々 - 2008年に「中国麺ロードを行く」シリーズとして、どん兵衛、チキンラーメン、日清焼そばU.F.O.との4製品でそれぞれ中華風の味が企画された。
- カップヌードル クリーミーチキン
- カップヌードル レッドカレー（2代目）
- カップヌードル スパイシーカレー（2代目）
- カップヌードル 辛口レッドペッパー
- カップヌードル トムヤムクン
- カップヌードル マサラ
- カップヌードル サマーシーフードヌードル
- カップヌードル Kimchi（キムチ）- 現在はスープヌードルのラインアップに存在している。
- カップヌードル チーズ&トマト
- カップヌードル チーズ&ガーリックコンソメ
- カップヌードル 生誕百年記念パッケージ - 2010年3月1日より1000万個限定で、同社の創業者・安藤百福の生誕100年にちなみ、発売当時の価格である100円（税込・メーカー希望小売価格）で販売が行われた[94]。
- カップヌードル MISO（みそ・3代目）2006年11月発売[95]
- カップヌードル Kimchi & CHEESE（キムチ&チーズ） - 既存のカップヌードルキムチにチェダーチーズをトッピングしたもの。カップヌードルキムチの事実上の後継商品。
- サマーシーフードヌードル - 2009年7月27日発売。シーフードヌードル発売25周年記念商品第2弾。辛味と酸味を程よく調和させたスープが特徴。
- カップヌードル ミルクカレー
- カップヌードル ミートキング - 大切りカットダイスミンチ、ビーフ、チキンダイス、ミンチポークの各具材がトッピングされている。歴代中、最も食肉系の具材の使用量が多い。
- スパイシーグリルチキンヌードル
- カップヌードル シーフードカレー&チーズ - 2011年（平成23年）6月13日に40周年記念新商品として全国発売[96]。
- カップヌードル ぶっとリッチ 濃いミルクシーフードヌードル - シリーズで唯一、太めん製法を採用。通常のものとは違い、熱湯5分での調理となっていた。
- カップヌードル メガミート
- カップヌードル メガベジタブル
- カップヌードル 豚（トン）トンコツ - 2012年2月6日に発売された40周年記念商品。
- カップヌードル カルビスト ビッグ ネギ塩豚カルビ味 - 2012年2月20日発売。焼肉のメニューで人気の「ネギ塩豚カルビ」をイメージしている。
- カップヌードル ミートタンタン ビッグ - 2012年8月20日発売。ダイスミンチをふんだんに使用した大盛りサイズの担々麺。芝麻醤のうまみの特徴を生かした、マイルドな辛味の醤油味ベースの担々スープが用いられる。
- カップヌードル イタリアンカレー
- カップヌードル レッドカレー（3代目）
- カップヌードル クリームシチューヌードル - バンクーバーオリンピック公式ライセンス商品として、どん兵衛・日清焼そばU.F.O.とともに白いパッケージの商品が発売されていた。ソチオリンピックでも同じ3品が発売された。
- カップヌードル ブラジル風グリルチキン - FIFAワールドカップブラジル大会の開催に合わせて発売された。
- パンプキンポタージュヌードル - ハロウィーン期間の限定販売商品。
- カップヌードル ベジータ ソテー風キャベツ&ベーコン味 - 過去にも一度、期間限定販売されていた。
- カップヌードル マッサマンカレー
- カップヌードルライトプラス - チーズフォンデュ[97]
- カップヌードルライトプラス 和風コンソメ - 2015年発売
- カップヌードルライトプラス 海老のビスク - 2016年発売
- カップヌードル リッチ 贅沢だしスッポンスープ味 - 45周年で限定発売された、初の高級食材を使った商品。
- カップヌードル 黄金の鶏油付きスパイシーチキンカレー - リオデジャネイロオリンピックを前に錦織圭とコラボしたもの。どん兵衛・日清焼そばU.F.O.と併せパッケージが金色の商品が発売された。
- カップヌードル レッドシーフードヌードル
- カップヌードル ベジータ 豚キャベツとんこつ
- タイ カップヌードル - トムヤムクンとミンスドポーク。タイで販売されている商品を逆輸入したもの。
- カップヌードル 香辣海鮮味（しゃんらーかいせんあじ。スパイシーシーフード） - 45周年企画として2016年5月に行われた「世界のカップヌードル総選挙」で1位になった香港の製品。当初は「ビッグ」として販売され、2017年にレギュラーサイズで復活した。
- カップヌードル 抹茶仕立てのシーフード味
- カップヌードル ラサ グライ アヤム ムラユ - 「世界のカップヌードルサミット2017」として発売されたインドネシアの製品。「スパイス香ココナッツカレー味」と書かれている。
- カップヌードル XO醤海鮮味 - 「世界のカップヌードルサミット2017」として発売された香港の製品。
- カップヌードル シャンピニオンズ - 「世界のカップヌードルサミット2017」として発売されたドイツの製品。「マッシュルームポタージュ味」と書かれている。
- カップヌードル 汁なしSEAFOOD - シーフードヌードル味の焼きそば。湯を切る形式。
- カップヌードル リッチ 松茸薫る濃厚きのこクリーム - 45周年の限定発売商品で、高級食材を使用した「カップヌードル リッチ」シリーズの第3弾。
- チリチリ♪チリトマトヌードル - チリトマトヌードル35周年の特別限定賞品。激辛チリチリ♪ペーストがついており、入れると辛さが18倍になる。
- カップヌードル エスニックシリーズ - 日清食品グループの海外現地法人が協力して開発された3種類のシリーズ[98]。
  - トムヤムクンヌードル - タイの日清の協力により、現地で発売されている味を再現した。
  - カップヌードル シンガポール風ラクサ - シンガポールの日清の協力により、現地で発売されている味を再現した。
  - カップヌードル ブラックペッパークラブ
- カップヌードル 旨辛豚骨
- カップヌードル SiO（しお）- 2003年5月発売。2012年3月出荷分から具材および調味料にオリーブオイルとチキンが追加。2023年3月に事実上の後継品である「ねぎ塩」が発売されたことにより終売となった。

### ビッグ
- カップヌードル ポーク ビッグ
- カップヌードル ガーリックみそ とんこつ ビッグ
- カップヌードル 辛子高菜とんこつ ビッグ
- カップヌードル こがしネギしおとんこつ ビッグ
- カップヌードル 背脂にんにくとんこつ ビッグ
- カップヌードル 豚唐揚げ入りコクみそとんこつ ビッグ
- カップヌードル 熱帯シーフードヌードル ビッグ
- カップヌードル 担々 ビッグ
- カップヌードル あらびきポークソーセージ ビッグ
- カップヌードル 豚トロ塩ダレとんこつ ビッグ
- カップヌードル 熱帯シーフードカレー ビッグ
- カップヌードル ダブル唐揚げ ビッグ
- カップヌードル イタリアンピザ ビッグ
- カップヌードル 熱帯シーフード ビッグ
- カップヌードル ピリ辛豚カルビ BIG
- カップヌードル 担々 BIG
- カップヌードル トンコツ BIG
- カップヌードル 辛口シーフード BIG
- カップヌードル スパイシーチキン BIG
- カップヌードル 地中海シーフードヌードル ビッグ
- カップヌードル ダブルチキン ビッグ
- カップヌードル イタリアン ビッグ
- カップヌードル チゲ ビッグ
- カップヌードル ジャーマンポテト ビッグ ペッパー塩味
- カップヌードル ロブスターソースシーフード ビッグ
- カップヌードル あらびきポークソーセージ
- カップヌードル イタリアンシーフードヌードル
- カップヌードル SiO（しお） ビッグ
- カップヌードル 辛口カリビアンシーフード ビッグ
- カップヌードル ベーコン旨タレ醤油 ビッグ
- カップヌードル 旨辛Kimchi（キムチ）ビッグ
- カップヌードル ブラジリアンチキンヌードル
- カップヌードル Okinawa 沖縄風ヌードル
- フレンチシーフードヌードル ビッグ
- ポークチャウダーヌードル ビッグ
- カップヌードル ベーコンポテトマヨネーズ ビッグ
- カップヌードル キムチマヨネーズ コロチャー入りビッグ
- カップヌードル ポークジンジャー ビッグ
- カップヌードル オニガリラー油ヌードル ビッグ
- カップヌードル イタリアンカレー ビッグ
- カップヌードル ガーリックカルビ ビッグ - 2013年7月発売
- カップヌードル チーズミラドリアヌードル ビッグ - 2013年10月発売。ミラノ風ドリア味。
- カップヌードル ブイトン ビッグ - 2014年2月発売。ブイヤベースととんこつ醤油。
- カップヌードル ブラジリアンシーフードヌードル ビッグ - FIFAワールドカップブラジル大会の開催に合わせて発売された
- カップヌードル スパイシービーフチリペッパー味 - RED DEVILと書かれ、パッケージにマンチェスター・ユナイテッドが描かれている
- カップヌードル アヒージョ - エビのオリーブオイル煮風
- カップヌードル とんこつ ビッグ - 以前は「トンコツ」表記だった
- カップヌードル "謎肉祭" 肉盛りペッパーしょうゆ - 45周年記念商品。ダイス状ミンチ肉「謎肉」を通常の10倍使用している。2016年9月12日に発売を開始したが、消費者からの反応が非常に大きく当初の販売計画を大幅に上回ったため出荷を一旦休止。その後同年10月24日に販売を再開した。
- カップヌードル シーフード クラムチャウダー - アサリのクラムチャウダー
- カップヌードル チーズメキシカンチリ - チリコンカルネ味。ひき肉とトマトの煮込み風。
- プーパッポンカレーヌードル - タイ料理の、カニと卵のカレー炒め。
- カップヌードル エナジー味噌ジンジャー - アルギニン・ナイアシンを配合している。
- カップヌードル イカ墨ブラックシーフード ビッグ - 特製イカ墨ペーストが付属したシーフードヌードル。
- カップヌードル チーズピザポテトマト味 ビッグ
- カップヌードル 帰ってきた謎肉祭W 2種の謎肉ペッパーしょうゆ味 - 従来の「謎肉」のほかに「白い謎肉」が同時に楽しめる“謎肉祭”の改良版。
- カップヌードル 三代目謎肉祭 3種の謎肉ペッパーしょうゆ味 - 「謎肉」「白い謎肉」のほかに「チリ謎肉」も入った謎肉祭シリーズの第3弾。
- カップヌードル エッグカレー ビッグ
- カップヌードル キムたま ビッグ
- カップヌードル 激辛味噌 ビッグ - 2019年5月13日発売開始。先述のカップヌードル 味噌（レギュラー・4代目）の横展開商品にあたる。赤味噌をベースに豚肉と鶏肉の旨みと唐辛子をたっぷりきかせ、ジンジャーとガーリックでアクセントを加えた濃厚な辛味噌スープが特長で、食べる直前に唐辛子とゴマ油をきかせた特製「辛くて幸せオイル」で仕上げると、さらに激辛かつ、旨み豊かな味わい楽しむことができる。
- カップヌードル ビッグ 謎肉祭 肉盛りペッパーしょうゆ味 - 謎肉祭シリーズの第4弾。初代同様「謎肉」のみになったが、「カップヌードル史上最大量」と謳われるように従来以上に増量された。今回より商品名の前に「年に1度の」のコピーが加わる。
- カップヌードル 海苔うまシーフード ビッグ - 2020年8月3日発売開始。既存のカップヌードル シーフードヌードルに海苔佃煮を入れるという、SNSや5ちゃんねる等の電子掲示板、テレビの各種メディアで話題を集めた食べ方を具体化・商品化した。

### キング
「ビッグ」よりもさらに内容量が大きい。2012年1月23日に発売された40周年記念商品。麺は従来品より太く、量は105g全体は120gと過去最大の重量を誇る（レギュラーサイズの約1.6倍）。具材はネギ・タマゴはレギュラーサイズとほぼ同様であるが、エビはやや大き目で、コロ・チャーではなく大き目の「ダイスミンチ」を採用している。
2015年12月出荷分をもって終売、およびシリーズそのものが廃止された。
- カップヌードル キング
- カップヌードル キング シーフード - 具材とスープ以外はしょうゆ味と同じ。
- カップヌードル 麻婆豆腐茄子 ピリ辛麻辣みそ味 - 2013年5月20日発売。麻婆系料理の代表格である「麻婆豆腐」と「麻婆茄子」を合わせた創作メニューであり、その名の通りピリッと辛い麻辣味噌ベースの麻婆スープが用いられている。
- カップヌードル キング Miso（"コクみそ" との記載）
- カップヌードル キング ベジ豚 - 豚コク醤油 野菜マシとの記載があり、史上最も野菜の量が多い
- カップヌードル キング カラアゲ ブラックペッパーしょうゆ味

### ミニ
- カップヌードル MISO（初代） ミニ
- カップヌードル MISO（3代目） ミニ

### ライト
メタボリックシンドロームなどに代表される基礎疾患・生活習慣病問題を危惧するユーザーを対象にした機能性重視のもの。ノンフライを基本とするミスト・エアードライ製法が用いられており、中心層に食物繊維を練りこんだオリジナル3層麺に植物油を吹き付けて、高温度の熱風を当てて乾かしたもの。そのため、油と小麦粉の利用を極力抑えられ、麺重量が40g（カップヌードルの2/3）、カロリーが198kcalに抑えられている。開発開始は2008年頃。2009年3月19日より全国発売開始。2009年度は当初の計画を30%上回る売れ行きを記録した。購入層は当初想定されたダイエットに関心のある40代前後の男女を中心に、普段はカップ麺をあまり食べない若い女性にも広がった。なお、後述するカップヌードル ナイスが発売後も多くの味のバリエーションが存在していたが、2018年のカップヌードル ナイスのリニューアル実施に伴い、当シリーズは発売当初のカップヌードル ライトとシーフードヌードル ライトのみに整理されたが、先述の通り2019年9月に事実上の後継商品となるカップヌードル ソルトオフが発売されたのに伴い、そのまま販売終了となった。
- カップヌードル ライト
- シーフードヌードル ライト
- カップヌードル カレーライト - 2010年9月27日発売
- カップヌードル チリトマトヌードルライト - 2012年5月発売
- ブイヤベース風シーフードヌードル - 2012年8月発売、錦織圭監修。「ライト」の表記はないが、ライト方式で製造されている。
- カップヌードル ライト そうめん - 2014年7月7日発売。既存のカップヌードルシリーズとしては1973年から1977年まで発売されていたカップヌードル 天そば以来、およそ37年ぶりの投入となる和風カップ麺であり、購入層は60代前後の年配層を想定している。なお、後述するカップヌードルソルトオフ、およびカップヌードルごはん、カップヌードルおにぎりを除く既存のシリーズとしては唯一、JAS規格非認定商品となっていたが2017年のリニューアルよりJAS規格認定商品に変更された。
- カップヌードル ライトプラス トマトそうめん - 2016年7月発売。これまでの「そうめん」を「旨だしそうめん」としたうえで新たな味を加えた。
- カップヌードル ライトプラス - ラタトゥイユ、バーニャカウダ、蟹のトマトクリーム、ビーフと野菜のボルシチ

### カップヌードル ナイス → カップヌードル コッテリーナイス
2017年4月10日から発売開始。当時の既存商品だったカップヌードル ライトを基に機能性を強化した商品で、通常のカップヌードルの“こってり感”はそのままに、麺にはレタス4個分の食物繊維を配合。小麦粉と食物繊維の配分を見直し、麺重量を「ライト」と同じ40gに据え置いたまま脂質50%オフ・糖質40%オフ・カロリー178キロカロリー（カロリーはレギュラーサイズ版のカップヌードルしょうゆ味の約半分）を実現したノンフライ麺。メインターゲットを30代 - 40代の男性に設定しており、パッケージはいわゆる「8ビットゲーム機世代」（2017年時点）である消費者にアピールするべく、通常のカップヌードルのデザインに、「CUP NOODLE」のロゴを8ビット調にしたものになっている。
2019年3月4日に初のリニューアルを実施し、商品名を「カップヌードル コッテリーナイス」に改称となり、同時にJASマークの表記を廃止。その後、先述のカップヌードル PROの販売開始に伴い、2021年4月を以ってそのまま販売終了。
- カップヌードル ナイス → コッテリーナイス 濃厚!ポークしょうゆ - カップヌードル（オリジナル）ならではのペッパーを利かせたオリジナル醤油スープに、ポークエキスを加えてコク深い味わいに仕上げた濃厚なスープが特徴。
- カップヌードル ナイス → コッテリーナイス 濃厚!クリーミーシーフード - シーフードヌードルならではの魚介の味わいはそのままに、クリームシチュー風のクリーミーでコク深い味わいの濃厚なスープで仕上げている。
- カップヌードル ナイス → コッテリーナイス 濃厚!キムチ豚骨 - 2017年9月11日発売。クリーミーな豚骨スープをベースに、唐辛子の辛みとキムチのうまみを利かせた、ピリ辛で濃厚な味わいが特徴的だったが需要減少のため2020年2月出荷分を以って先行終売となった。

### カップヌードル ソルトオフ
レギュラーサイズ版カップヌードルの減塩版、並びにカップヌードル ライトの事実上の後継商品として日清食品が2019年9月23日から日本全国で発売しているカップ麺シリーズ。カップヌードルらしい味わいと食べ応えはそのままに、レギュラーサイズ版カップヌードルに比べて30%の減塩を実現している。世界中から約170種類の塩を集め、味や成分の分析を重ねてたどり着いた減塩に最適な素材（塩化マグネシウム）を採用、製麺性や麺の食感、スープの味わいや保存性を維持する「ちゃんとおいしい!ソルトオフ製法」（特許出願中）を採用することで、おいしさはそのままに塩分オフを実現した。なお、ラインアップに関してはレギュラー（しょうゆ味）のみとなっているほか、原材料の殆どが国外産で占められているため、JASマークの表記がない。事実上の後継品として後述する「カップヌードルPRO 塩分控えめ」に統合される形でそのまま販売終了となった。

### カップヌードルPRO 塩分控えめ
先述の「カップヌードルPRO 高たんぱく&低糖質」のソルトオフ製品として、2023年3月20日から発売開始。「カップヌードル ソルトオフ」と同様、「ちゃんとおいしい!ソルトオフ製法」を採用することで従来のカップヌードルPROと比べて塩分30%カットするとともに、1日分のカルシウムとビタミンD、たっぷりの食物繊維を配合している。PROシリーズではラインナップされていなかった「カレーヌードル」がこの「塩分控えめ」で初めて追加された。先述の通り、2025年2月24日より「カップヌードルPRO 高たんぱく&低糖質さらに塩分控えめ」が発売されたのに伴い、2025年1月末を以て製造・出荷終了となった。
- カップヌードルPRO 塩分控えめ
- カレーヌードルPRO 塩分控えめ

### カップヌードル リフィル
麺と具材を真空パック状に包装したパック（リフィル）と、再利用可能な専用カップを用いたもの。通常品に比べて廃棄物の量が大きく削減でき、いわゆるエコに貢献できる商品である。2007年3月26日より発売開始。
プラスチック製のカップにリフィルの中身とお湯を入れて調理し、食後はカップを洗って再利用する。カップと専用麺のセット「カップヌードル リフィル スターターパック」、「カップヌードル リフィル お試しパック」および専用麺「カップヌードル リフィル」「カップヌードル シーフードヌードル リフィル」の4種類の製品が当初発売され、チキンラーメンやどん兵衛のリフィルタイプも発売されている。女性のオフィスでの利用、環境問題に敏感な年配層の消費者を想定しているとされている。また、かさばらないため、登山時などの携帯にも向くとされる。
初期の物は蓋（と、リフィル1個）が付属で、電子レンジ使用不可。こちらはプラスチックカップを専用ウェブサイトを利用して消費者が自分でデザインできる機能も用意されているが、やや高価だった。
その後、電子レンジ調理対応の取っ手付きのシンプルな物（ロゴはグレー色）が廉価で発売されており、現在でも容易に入手が可能（蓋添付。カレーは色移りの可能性ありで推奨外）。
当初の店頭販売は関東・甲信越の1都9県のコンビニエンスストア、百貨店、バラエティーストアのみだが、ウェブサイトまたはモバイル端末から発注しての店頭受け取りによる通信販売では、全国に向けて販売している。
後に、お湯を使わずに水を注いだ上で電子レンジで調理できるハリオグラス製の耐熱ガラスを使ったカップが発売されている（こちらには蓋が付属していないが、日清eショップで別途入手可能）。
ハリオ社の直販サイト他で「ハリオイースタイルレンジカップ」として、同様の商品（こちらは蓋添付）が入手可能である。シンプルなカラー、デザインで「カップヌードル」の意匠は使われていない。
ガラスカップだけでは、調理直後は熱くて素手で持てないため、プラスチック製の外カバーが付属。日清eショップサイトでは数種のカラーバリエーションや、どん兵衛、ひよこちゃん柄が販売されているが、店頭では数量限定のコラボ商品も販売されることがある。
また、当初のプラスチックカップでは、特にカレーのリフィルを使うとカップにカレーの黄色が残ることがあったが、ガラスカップではその心配がない。さらに磁器製/樹脂製で電子レンジ調理に対応して持ち手をつけたマグカップ状のカップも発売され、各種リフィル（チキンラーメン、どん兵衛うどん／そば）と合わせて“eco style”シリーズとして展開している。
2014年にはチタンクッカーも限定数量で発売された。
2023年6月頃、公式な発表のないまま製品ページから削除されたため生産終了したものと思われる。
- カップヌードル リフィル
- カップヌードル カレーリフィル
- シーフードヌードル リフィル
- チリトマトヌードル リフィル

- カップヌードル リフィル シャア専用ガラスカップ 赤いカレーヌードル リフィル付
- カップヌードル シャア専用赤いカレーヌードルリフィル（詰め替え）
  - 両方とも『機動戦士ガンダム』30周年記念コラボレーション商品。ガラスコップは2009年10月26日発売の完全数量限定商品、リフィル（詰め替え）は2009年12月までの発売期間限定商品で、通常の「カップヌードル カレーリフィル」に比べ3倍の香辛料（赤唐辛子・ペッパー）を使用[103]。
- カップヌードルリフィル AKB48マグカップ カップヌードル リフィル付
  - 2012年12月3日発売の完全数量限定商品。2012年当時、カップヌードルのCMキャラクターだったAKB48の大島優子、高橋みなみ、小嶋陽菜の3人の画像とサインがそれぞれパッケージと容器にプリントされていた[104]。

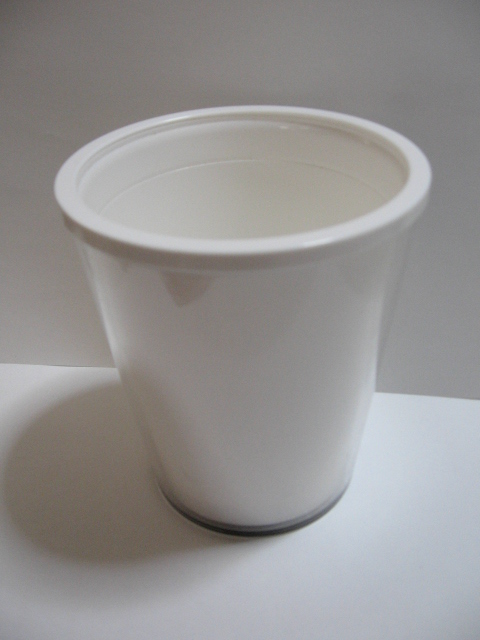
カップヌードル リフィルの容器
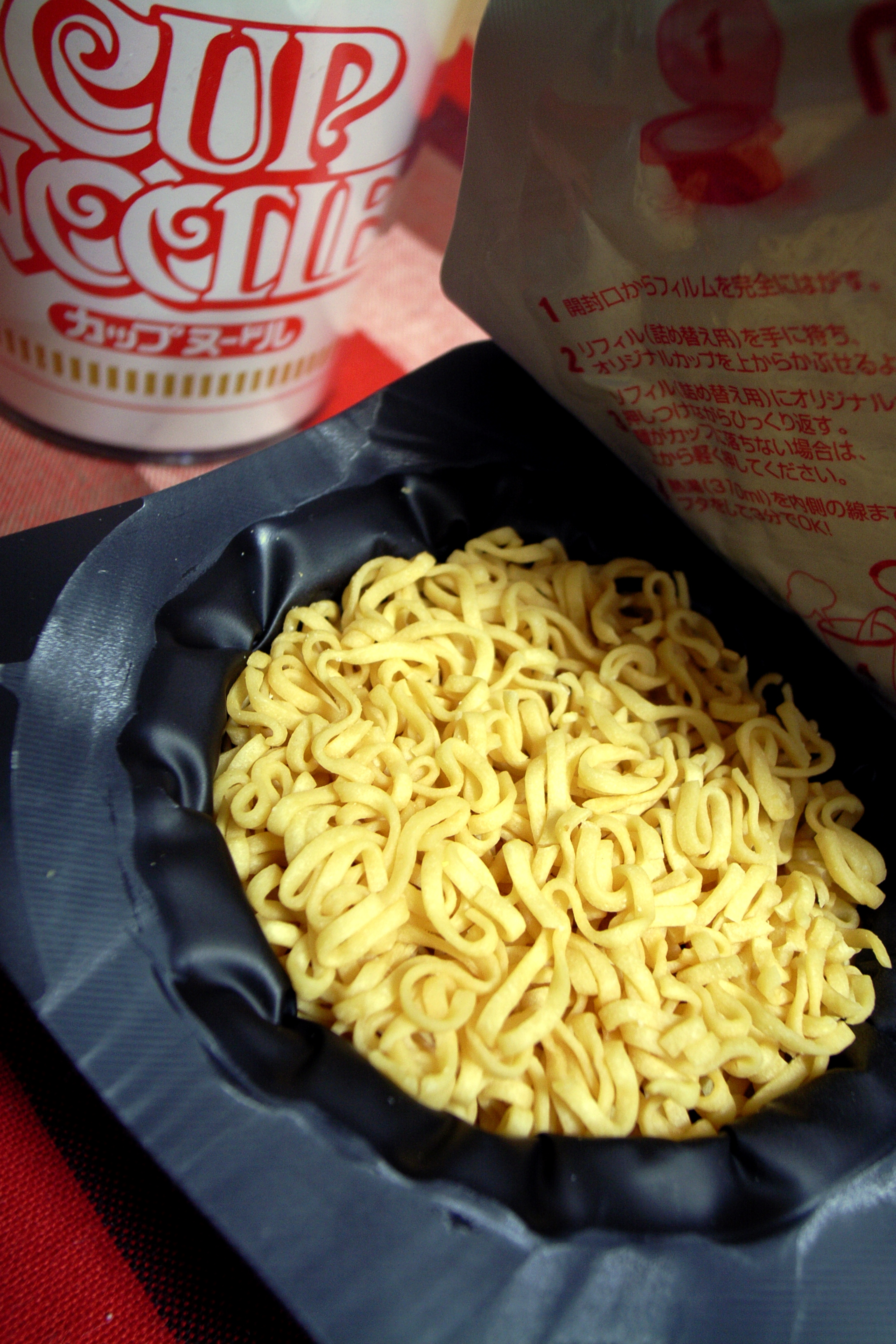
リフィル

### マイ・レンジタイム
- カップヌードル レンジスタイル マンハッタンクラムチャウダー（トマト風クラムチャウダーヌードル）
- カップヌードル レンジスタイル ニューイングランドクラムチャウダー（クリーム風クラムチャウダーヌードル）
- カップヌードル マイ・レンジタイム クリーム風クラムチャウダーヌードル
- カップヌードル マイ・レンジタイム ミネストローネヌードル
- カップヌードル マイ・レンジタイム オニオングラタン風ヌードル
- カップヌードル マイ・レンジタイム リッチカレーヌードル

### 食玩
- カップヌードル《miniガンプラ》パック
  - 2009年（平成21年）8月31日に数量限定で『機動戦士ガンダム』30周年記念のコラボレーション商品として、いろプラガンダムシリーズとしては史上最小（1/380スケール）となる特製オリジナル「ガンプラ」をパックした「カップヌードル miniガンプラパック」が発売された。価格はオープンプライスで、シリーズ初の食玩商品であった[105]。
- カップヌードル シャア専用チリトマトヌードル 《miniガンプラ》パック
  - 2010年（平成22年）8月2日に数量限定で『ガンプラ』30周年記念のコラボレーション商品として、1/380スケールの特製オリジナル「ガンプラ」をパックした「カップヌードル シャア専用チリトマトヌードル 《miniガンプラ》パック」3品（内訳はシャア専用チリトマトヌードル、シャア専用辛さ3倍チリトマトヌードル、シャア専用赤いチーズチリトマトヌードル）が発売された。価格はオープンプライス[106]。
- カップヌードル発売40周年記念 カップガンプラ&カップヌードル
  - 2011年（平成23年）9月20日に数量限定で40周年記念の商品として、1/200スケールの特製オリジナル「ガンプラ」を添付したコラボレーション商品が発売された。価格はオープンプライス[107]。
- カレー発売40周年記念商品《「miniガンプラ ヤカン装備付き カップヌードルカレートリオ」》
  - 2013年（平成25年）5月27日に数量限定でカレー発売40周年記念の商品として、1/380スケールの特製オリジナル「ガンプラ」を添付したコラボレーション商品が発売された。価格はオープンプライス[108]。
  - カップヌードルカレー "miniガンプラ ヤカン装備" 機動戦士パック - 1/380スケール miniガンプラ RX-78-2 ガンダム ヤカン装備（クリアカラー）が添付。
  - カップヌードル赤いカレー "miniガンプラ ヤカン装備" シャア専用パック - 1/380スケール miniガンプラ MS-14S シャア専用ゲルググ ヤカン装備（クリアカラー）が添付。
  - カップヌードルグリーンカレー "miniガンプラ ヤカン装備" 量産型パック - 1/380スケール miniガンプラ MS-06 量産型ザクII ヤカン装備（クリアカラー）が添付。

## 関連する製品
以下は派生・関連・発展商品。

### カップライス
かつて販売されていたライス加工食品。
1975年（昭和50年）に姉妹商品として同様の容器を使用し、自販機販売にも対応していた「カップライス」が発売された。従来から確立していた油熱処理技術とパフドライ（加圧乾燥）技術に新開発技術を組み合わせることによって、油っぽさを抑えた多孔質の米（アルファ化米状）にする加工技術が開発されたことにより、美味しいプリクックライス（既処理米飯）として商品化された。調理法は、熱湯を注いで数秒待ち、その湯を捨てた後に3分から5分蒸らすという、通常のものより工程が増えていた。ラインナップにはチキンライス、ドライカレー、エビピラフ、五目寿し、赤飯などがあった。商品自体は優れているとの評価もあったが、調理にインスタント食品としては手間がかかることや、消費者の割高感が払拭されず、発売後まもなく売上減少に至った影響で販売中止となった。
1980年代にも同名の商品が発売され、CMや「Vespaプレゼント」キャンペーンなどの展開が行われたが、後に販売終了した。

### カレーメシ
2013年9月2日にカップカレーライスが発売。日清GoFanやカップヌードルごはん同様、パフライスに水を注ぎ電子レンジで約5分半加熱して調理する（500Wでの場合）。当時のラインアップはビーフカレー甘口・ビーフカレー中辛・ビーフカレー辛口の3種類。
発売から半年後の2014年4月7日に「日清カレーメシ」としてリニューアルされ、カレーメシ・中辛、カレーメシ辛口、カレーメシ大辛、トマトカレーメシの4種類がラインナップ。同年9月16日にシーフードカレーメシが新たに加わった。2015年6月1日に「日清カレーメシ2」に商品名が変更、リニューアルされ、ダイスミンチが大きめになった。イメージキャラクターは「カレーメシ君」で後に「カレーメシ2君」に改名した。CMでは、カレーメシ時代は「腹が減ったらカレーメシ!!」や「ジャスティス!!」というキャッチコピーが使用され、カレーメシ2になってからは「ペコチン!!」と言った直後、「ペーペコペーペコペーペコチン!!」というBGMが流れ、出演者全員が「ペコチンダンス」というダンスをする内容のCMが放送されており、ジャスティス!!のキャッチコピーは引き続き使用されている。
2016年8月29日から、カレーメシとシーフードカレーメシが水を入れてレンジで調理する方式からお湯を注いで指定時間まで待ち、よくかき混ぜて完成というカップ麺と同じ方式に切り替わった。レンジ調理式のカレーメシは、これに伴い終売となった。
日清食品ではルゥでもレトルトでもない第3のカレーライス商品と位置づけている。

### スープワンタン
「スープヌードル」の派生商品として2010年12月6日より全国で発売しているカップタイプのワンタン。パッケージにはカップヌードルのパッケージデザインに「SOUPワンタン」と表記されている。
鶏ガラ醤油味、ネギしお味（2011年3月14日発売）、コク旨みそ味（2011年8月22日発売）の3種類。

### 日清マグヌードル
公式サイトや商品紹介ページには関係する表記が無いが、パッケージには同シリーズのロゴがついた派生商品。麺とスープをマグカップに入れてお湯を注ぐものである。姉妹品として『どん兵衛』の派生品『日清マグうどん』、さらには『アンパンマンうどん』がある。
- 日清マグヌードル
  - 1992年に発売。2010年にリニューアル。現在はコンソメしょうゆ味×2、シーフード味×2のセット売り。区別させる為にコンソメしょうゆ味には犬、シーフード味にはパンダの蒲鉾が入っている。
- アンパンマンらーめん（袋入り）
  - マグヌードルの派生品（こども向け製品）として、それいけ!アンパンマンとタイアップした『アンパンマンらーめん』が発売されている[117]。フレーバー（味のタイプ）は、しょうゆ味のみとなっている。具材（かやく）には、アンパンマンなどのキャラクターの蒲鉾が入っている。

### アンパンマンらーめん
- こども向け製品として、それいけ!アンパンマンとタイアップした『アンパンマンらーめん』が発売されている[117]。このアンパンマンらーめんは、店頭によっては、インスタントラーメンを扱うコーナーで陳列されているのではなく、お菓子を扱うコーナーに陳列されている場合もある。具材（かやく）には、アンパンマンなどのキャラクターの蒲鉾が入っている。フレーバーは、かつてはカレー味も存在したが、現在ではしょうゆ味のみとなっている。群馬県の協力会社・ラミーパスタで製造されている。

### SDFヌードル
自衛隊向けに作られているもの。内容はレギュラーとほぼ同一だが、具の量が少なく味がやや濃い目になっており、パッケージデザインも異なる。また、後にシーフードヌードルと同等の物も追加された。自衛隊の購買以外に、日清食品のオンラインショップでも長らく購入可能であったが、2016年のシステム変更に伴って商品一覧からも姿を消すこととなった。

### らーめんですかい
国際線での提供用に日本航空（JAL）と共同開発されたもの。ミニサイズ。2015年時点では「しょうゆ味」のみが通販等で入手可能だが、過去には「シーフード」等も存在した。味はややさっぱりした和風寄り。郵政公社時代には郵便局のお取り寄せカタログにも度々登場していた。
うどん、そば、そーめん（過去の他バリエーションも）含めて「ですかいシリーズ」として、別にカテゴライズされる事も多い。
群馬県の協力会社・ラミーパスタで製造。

### スポーツヌードル
スポーツに取り組むすべてのアスリートに向けて、「スポーツヌードル 燃焼系」「スポーツヌードル 回復系」が、2006年7月10日からミズノの販売ルートを通じて、スポーツ用品店及びスポーツクラブ等の限定で販売された。
「燃焼系」はL-カルニチン、「回復系」は大豆ペプチドが練りこまれている。カップは外側がシルバーの紙でできている。カップに「from CUP NOODLE」のロゴが含まれており、派生品である。ロゴは「スポーツヌードル」と、カップヌードルに倣っている。

### コープヌードル（OEM）
日本生活協同組合連合会と共同開発して作った、カップヌードルをベースとした生協ブランドである。味のタイプ（フレーバー）としては、しょうゆ、シーフード、カレーのほかに、普段のレギュラーサイズの商品ラインナップにはないとんこつがある。カップヌードルのメーカー小売価格よりは安い。以前の容器は発泡スチロールだったが、現在は紙である。なお、コープヌードルのロゴは、「ド」の字はほかの文字と同じ大きさになっている。また、ベースと比べて塩分が控えめとなっている。

### セブン&アイ・ホールディングス限定商品 たて型カップめん
セブン&アイ・ホールディングス系列のスーパーやコンビニエンスストアで限定発売。
- ホワイトカレーヌードル[120]
- 欧風ブラックカレーヌードル[121]

## 日本でのCM
カップヌードルはCMにも力を入れており、CMソングはヒット曲になることが多く、国内外で受賞歴がある。
1985年から1986年に放映された「パリ・ダカールラリー」編では、ラリー参加者のオートバイ・ライダーが食べているイメージを見せ「ハングリアン民族」というコピーを入れたCMを流した。曲はHOUND DOGの「ff (フォルティシモ)」。このCMによってヒット曲になった。
1992年には米国ブラックミュージック界の大御所ミュージシャンであるジェームス・ブラウンが初代MISO（みそ）のCMキャラクターに起用され話題となった。彼の楽曲「Get Up（I Feel Like Being Like A）Sex Machine」の中のフレーズ「Get Up!」が日本人の耳には「ゲロッパ（ゲロンパ）!」と聴こえるという事もあって、それを「ミソンパ!」というフレーズに置き換え彼本人が歌うというセルフパロディ的な内容だった。近年、このMISOはしばらくメニューからは外されていたが、味と具材を大幅に刷新し再びラインナップに加わったのは、奇しくも彼が亡くなる前月の2006年11月だった。2009年3月現在販売されているものは通算3代目にあたる。
1992年より放送開始の、極端に小さな原始人がマンモスを追いかける「hungry?」篇（アートディレクター：大貫卓也、映像ディレクター：中島信也、ナレーション：アニマル・レスリー）が、1993年にカンヌ国際CMフェスティバルでグランプリを受賞した。日本人ディレクターとしては初の快挙である。本作には日清のスタッフが「俺達の方が面白いCMを作れる、失敗した場合は責任を取って全員坊主になる」と会社に持ちかけ、企画を通させたという逸話がある。なお、このCMは好評を博したためシリーズ化され、ブロントテリウム、ウインタテリウム、メガテリウム、シンテトケラス（以上の5つは全て哺乳類）、モア（走鳥類、鳥類）、ケツァルコアトルス（翼竜、爬虫類）といった計7種の絶滅動物が次々と登場することとなった（この順番は登場順ではない）。
1995年には「カップヌードル 麻婆」「五目」のCMとして、「麻婆」を「あさばあ」、「五目」を「五月」と勘違いした代理店など制作陣のせいでキャンペーンギャルがそれぞれ「麻の着物を着た品のいいお婆さん付き」「絢爛豪華な五月人形入り」として紹介する勘違いコマーシャルが制作され、間違いに気付いて慌てふためくという設定のものが放送された。
1999年頃には、永瀬正敏をベルリンの壁崩壊の現場（1989年）やスペースシャトルの機内（1981年）、生前のジョン・レノン（1971年）やエルヴィス・プレスリー（1973年）、ミハイル・ゴルバチョフ（1985年）やカール・ルイス（1991年）や王貞治（1977年）など、「ワルキューレの騎行」（ただしスペースシャトルの機内編は「第九」）のBGMに乗せて、20世紀を象徴する出来事や人物に対してデジタル合成で現場に居合わせながらカップヌードルを食べさせる「20世紀カップヌードル」篇が作られた。
2004年頃からは「Mr.Children」の楽曲を使用したCM「NO BORDER」篇の放送が開始、このシリーズは回を増すごとに反戦色が強い映像となっている（国境のマーカーが並べたカップで線引きされており、人々がカップを取ることによって国境が消失するなど）。
2005年11月2日からは国際宇宙ステーションで特注（宇宙空間持出規格適合）のカップヌードルを使って撮影した映像が放映された（最長宇宙滞在記録保持者のセルゲイ・クリカレフ飛行士が出演）。ロケはスペースフィルムズ社が担当し、改造が施されたソニー製の小型業務用HDVカムコーダを国際宇宙ステーション内に持ち込み使い行われた。実際の撮影はステーションのクルー（宇宙飛行士）により行われ、地上からの撮影や演出指示などが難しい為、ほぼクルーに任せる形となった。本職の制作スタッフによる撮影ではない為、企画段階では映像素材としての質に心配があったが、地上にリターンバックされた撮影済みテープは、美しく輝く地球を見ながら食事を取るシーンなど、非常にクオリティの高いものであった。
2006年4月25日からは、「AKIRA」で知られる漫画家の大友克洋をプロジェクトチームに加え、23世紀をテーマに「FREEDOM=自由」を求める少年たちの物語をSF風に描いた新シリーズ「FREEDOM-PROJECT」（楽曲は宇多田ヒカルが担当）がスタートした。
2008年のエコカップ切替時より木村拓哉がCM出演していた。
2010年4月からは「この味は、世界にひとつ」シリーズがスタート。「音楽×カップヌードル」をテーマに、有名アーティストの曲をカップヌードルをテーマにした替え歌に置き換えるCMで、元となる曲のPVをそのまま映像に使用し、歌詞を替えた部分はCGを駆使して口の動きを歌詞に合わせて変えるなど、非常に手の込んだ作業を行っている。替え歌を唄う人物の正体については公表を控える方針となっている。
ラジオでもコマーシャルが作成されており、過去にはニッポン放送で23時の時報前のCMが、ニッポン放送のアナウンサーを起用し放送されていた。また、発売30周年・35周年記念イベントの一環として同局にてラジオCMが作成されている。ラジオについては2008年8月をもって一度終了したが、2010年中盤にニッポン放送の23時台で復活し、テレビCMと同様の「この味は、世界にひとつ」シリーズが放送されている。
前述のにおい移りの事件発覚後は、移り香の注意を促す社告形式のCMも作成された。
歴代のCMの多くは大阪府池田市の「安藤百福発明記念館 大阪池田」で視聴することができる。また、安藤宏基・日清食品ホールディングスCEOの著書である『カップヌードルをぶっつぶせ!-創業者を激怒させた二代目社長のマーケティング流儀』（中央公論新社、ISBN 978-4-12-004065-8。）に付録として付いているDVDでも「hungry?」編と「NO BORDER」編の2編が視聴できる。
2012年の夏場に放映したAKB48を起用したCM内において、カップヌードルライトを食べる前に氷を入れて食す「アイスカップヌードル」なる食べ方を紹介。
2014年の夏ごろからは、外国から見た日本文化を紹介する「SAMURAI,FUJIYAMA,CUPNOODLE」シリーズを制作。「現代のサムライ編」と「壁ドン編」、「本音と建前編」が放送された。
2015年の6月から「STAY HOT いいぞ、もっとやれ。」をスローガンにCMを制作。
2017年は「HUNGRY DAYS 編」と称して、国内外の名作をモチーフとして、窪之内英策がデザインしたキャラクターが現代日本で生活し、青春（アオハル）を繰り広げているという設定のアニメーションCMをタツノコプロが制作しており、6月の『魔女の宅急便』編、9月の『アルプスの少女ハイジ』編、11月の『サザエさん』編、2018年1月の『最終回』編が放送された。2019年5月からは「HUNGRY DAYS 編」の新作として『ONE PIECE』とコラボレーションした「HUNGRY DAYS ワンピース ゾロ篇」、また同年9月13日より「HUNGRY DAYS ワンピース ナミ篇」、「HUNGRY DAYS ワンピース ビビ篇」が同年12月6日、そして最終回である「HUNGRY DAYS ワンピース 頂上騎馬戦篇」が2020年2月7日にカップヌードル公式サイトにて先行公開され、TVでも放送された。なお、このシリーズより、アニメ製作がシャフトに変更された。
2018年3月から「ヤバイ。なんか熱い。」をスローガンにEXILE TRIBE出演のCMが放送されている。なおCMの内容は、EXILE TRIBEが出演していたドラマ・映画『HiGH&LOW』に酷似していることが話題となった。
2020年1月には「2020年！地元から沸かせ！#地元CMフェス」として日清がスポンサー契約を結んでいる錦織圭・大坂なおみ・八村塁の3アスリートを起用し日本全国32放送地域毎に各地の地域限定CMをパロディ化した32本のCMが同時期に放映された。放送地域毎にモチーフとなったCMは以下の通り。太字は日清食品公式Youtubeチャンネルにて「コラボVer.」としてモチーフとなったCMと合わせて公開された企業を表す。
| - 北海道：のぼりべつクマ牧場 - 青森県：味の加久の屋 - 岩手県：岩舘電気 - 宮城県：八木山ベニーランド - 秋田県：修学旅行安否情報 - 山形県：乃し梅本舗佐藤屋 - 福島県：石のカンノ - 関東広域圏（茨城県、栃木県、群馬県、埼玉県、千葉県、東京都、神奈川県）：世田谷自然食品 | - 山梨県：クリーニング志村 - 長野県：喜久水酒造 - 新潟県：宝石みのわ - 東海広域圏（岐阜県、愛知県、三重県）：浜乙女 - 静岡県：学生服のやまだ - 富山県：梅かま - 石川県：みそまんじゅう本舗・竹内 - 福井県：芝政ワールド | - 関西広域圏（滋賀県、京都府、大阪府、兵庫県、奈良県、和歌山県）：551蓬萊 - 山陰地方（鳥取県、島根県）：中浦食品 - 岡高地区〈CM内では瀬戸内と表記〉（岡山県、香川県）：名物かまど - 徳島県：八百秀商事 - 愛媛県：ひめライス - 高知県：明神水産 - 広島県：ロイヤルドライビングスクール - 山口県：くだまつ健康パーク | - 福岡県：天神愛眼 - 佐賀県：竹下製菓 - 長崎県：平坂製薬 - 熊本県：サンロード新市街 - 大分県：大分からあげ - 宮崎県：宮交シティ - 鹿児島県：鹿児島公務員専修学校 - 沖縄県：PIZZAパルコ |

2021年にフタ止めシールを廃止して開け口を2つにした時にはフタを猫耳に例えたCMが日清食品公式Youtubeチャンネルにて公開された。

### 中止したCM
1999年に「カップヌードル ポーク」のCMとして放映した映像（「トンだカンチガイ篇」）は、カップヌードルが夕日の中車に乗せられどこかへ運ばれて行くのを、自分の両親が連れていかれたと勘違いした子豚が泣きながら追いかける内容で、「動物愛護の配慮にかけている」や「子供が泣く」などのクレームが多数来た事から早々に放映中止となった。
2005年上半期に放映した映像は、「NO BORDER」シリーズの一つとして製作され、少年兵が銃を携えて海を見張っているが、妹がやってくるとあどけない笑顔に戻り、『世界には、約30万人の少年兵がいる。彼らのために、私達は何が出来るだろう?』という啓発メッセージも入っていた内容で、日清は「少年兵がいる現実を考えてほしい」という社会道徳的意図に基づいて製作したが、放映開始当初から物議を醸した。重要な啓蒙メッセージが見落とされて「少年兵を肯定している」との誤解による苦情を一部より受け、結局放映開始からわずかの期間で中止した。
2016年3月30日から放映された映像は、「OBAKA's UNIVERSITY」シリーズの第1弾として製作され、矢口真里、小林幸子、新垣隆、畑正憲が教員役、ビートたけしが学長役を務めるものであったが、表現を問題視する苦情が多く、4月7日に中止された。日清食品が公式サイト内の「OBAKA's UNIVERSITY」特設サイトに掲載したお詫び にはどの表現が問題視されたかは記載されていないが、矢口の不倫騒動のネタに苦情が集まったのではないかとする報道もある。このシリーズはその後2017年1月まで続き、「OBAKA'S大学卒業式篇」をもって幕を下ろした。

### テレビ
日清食品ホールディングス広報部次長によれば、発売当初のCMから箸で食べるシーンは一度もないという。

#### 主な出演者
（ ）は出演しているCMの商品名。☆は出演している架空のオリジナルCMキャラクター。★は出演している架空のキャラクター。特別表記がないものはカップヌードル総合CMの出演者。

##### 出演中
※2025年7月情報。
- チリトマゾンビ☆（チリトマトヌードル、「チリトマゾンビ 篇」2025年2月 - ）
- キン肉マン & テリーマン★（CBCテレビ・TBSテレビ系アニメ『キン肉マン 完璧超人始祖編』より、カップヌードルPRO 高たんぱく&低糖質さらに塩分控えめ「カップヌードルPRO パワーアップしたPRO 篇」2025年3月 - ）
  - 中高年のおっさん超人と化したキン肉マンとテリーマンが共に生活習慣病に不安を覚え、どんなライバルたちよりも手強い年齢という壁にカップヌードルPROを食べてパワーアップし、自信を取り戻したキン肉マンが悪魔将軍に闘いを挑むという内容となっている。なお、CM本編中のキン肉マンとテリーマンの声はアニメ『キン肉マン 完璧超人始祖編』に準拠しているほか、CM使用曲としてアニメ『キン肉マン（第1期）』の初代オープニングテーマ『キン肉マン Go Fight!』のインストゥルメンタルバージョン（作曲：芹澤廣明）が使用されている。
- シナモロール★（世界のカップヌードル シンガポール風ラクサ「めちゃハマるシナモロール 編」2025年3月 - ）
  - パペットに姿を変えた"シナモン"ことシナモロールとその仲間たちが、TikTokでカップルダンスが人気の楽曲「Lovely Couple」にあわせて踊り、シンガポールラクサ風の商品特徴である「ココナッツミルクとスパイスのいいとこどり」をアピールする内容となっている。
- バッテリィズ（カップヌードルしょうゆ/シーフードヌードル/カレーヌードル/チリトマトヌードル、「叫ぶおじさん 篇」2025年3月 - ）
  - ネットミームとなった、キリン・J・カリナン（英語版）の『ビッグ・イナフ』のPVでジミー・バーンズ（英語版）が叫ぶシーンのパロディ。
- CANDY TUNE & 吉田沙保里（シーフードヌードル/レッドシーフードヌードル、「夏夏SEAFOOD 篇」2025年7月 - ）
  - 日本テレビ系列の特別番組で行われた企画「お祭りバトル スイカ割り」のパロディ。吉田沙保里がイカを模した風船を次々と割っていく。

##### 過去
男性
- アーノルド・シュワルツェネッガー[注 8]
- 井上雄彦
- 梅宮辰夫（2015年度「STAYHOT かわいい編」）
- 織田裕二
- 木村拓哉
- 小島よしお（カップヌードルSio）
- 斎藤工（カップヌードルライト+）
- 佐藤健（2015年度「STAYHOT ウマい編」）
- ジネディーヌ・ジダン（「ジダンが地団駄」という駄洒落キャッチコピーを使用）
- ジェームス・ブラウン（カップヌードルMISO）
- ジェイ・ケイ（ジャミロクワイ）
- 志賀廣太郎（2014年度「壁ドン編」）
- 徳田耕太郎（2014年度「Samurai in Brasil編」ネットCM）
- 永瀬正敏（1999年8月 - 2001年2月「20世紀カップヌードル」）
- 新垣隆（カップヌードルリッチ）
- 錦織圭（2014年度「Samurai in NewYork編」 2015年度 「STAYHOT VS インベーダー戦編」 2020年「地元から沸かせ! 篇」）
- 畑正憲（カップヌードルリッチ）
- 古谷一行（2015年度「STAYHOT 名探偵編」）
- フレディ・マーキュリー
- 布袋寅泰
- マイケル・チャン（カップヌードルChina）
- レイトン・ヒューイット（2001年度「21世紀カップヌードル テニス編」）
- ビートたけし（2016年度「OBAKA's大学全編」）
- 畑正憲（2016年度「OBAKA's大学に春が来た! 編」）
- 新垣隆（2016年度「OBAKA's大学に春が来た! 編」）
- 村上健志（フルーツポンチ）（2016年度「OBAKA’s 大学 おバカへの疾走篇」）
- 東野幸治（カップヌードル ナイス 2017年「冒険のはじまり編」）
- 蛭子能収（カップヌードル ナイス 2017年「冒険のはじまり編」）
- 久保田和靖（とろサーモン）（カップヌードル ナイス 2017年「冒険のはじまり編」）
- 坂井良多（現・良ちゃん、鬼越トマホーク）（カップヌードル ナイス 2017年「冒険のはじまり編」）
- 梶裕貴（2017年度「HUNGRY DAYS編」『魔女の宅急便』編・とんぼ役）
- 神谷浩史（2017年度「HUNGRY DAYS編」『アルプスの少女ハイジ』編・ペーター役）
- 島﨑信長（2017年度「HUNGRY DAYS編」『サザエさん』編・フグ田マスオ役）
- 八代拓（2017年度「HUNGRY DAYS編」『最終回』編・男子高校生役）
- 岩橋良昌（プラス・マイナス）（カップヌードル ナイス 2018年）
- 八村塁（2019年度「New Legend編」「地元から沸かせ!編」、2020年度「カップヌードルBIG 氷見カレーヌードル」）
- ケイン・コスギ（2019年「謎肉増量 篇」[39] - ）
- 庄司智春（品川庄司）（2020年「カップヌードルチーズカレー・パラパラパウダー 篇」）
- Jackson Myles Chavis、Nick Kosir（カップヌードル辛麺「辛麺ダンス 篇」2021年9月 - 2022年9月）[映像 1][149]
- フレッド・オアラオ（世界のカップヌードル「素敵な味です篇」2022年4月）[映像 2][150]
  - 「Po popo popo」をセルフアレンジした楽曲を使用。
- なかやまきんに君（カップヌードル担担「ザクザクコリコリ 篇」2023年8月 - 9月）
  - 1990年前半にピップフジモト（現:ピップ）がかつて売り出していた栄養ドリンク「ダダン」（レジー・ベネット）のパロディCM。
- 梅原大吾（チリトマトヌードル、「ウメハラがあっ 篇」2025年2月 - 3月）

ほか
女性
- 今井りか（カップヌードルミルクシリーズ）
- 上戸彩 - 後にサンヨー食品「サッポロ一番 カップスター」のCMに出演。
- 内田恭子（カップヌードルライト）
- 大政絢（カップヌードルミルクシーフード）
- カリー・ウェブ（2001年度「21世紀カップヌードル ゴルフ編」）
- 香里奈（カップヌードルリフィル、カップヌードルMISO（3代目）、カップヌードルミルクシーフード）
- 岸井ゆきの（2014年度 「壁ドン編」）
- 酒井法子
- 関野沙織
- 高垣麗子（カップヌードルライト）
- 戸田恵梨香（カップヌードルライト）
- 中山忍（カップヌードルSio）
- 西内まりや（2015年度「STAYHOT 愛編」）
- 原日出子
- 真木よう子（カップヌードルカレーライト）
- MISIA
- 水原希子（カップヌードルライト）
- 矢口真里（カップヌードルリッチ、2016年度「OBAKA's大学に春が来た! 編」）
- やしろ優（2014年度「本音と建前編」）[注 9]
- 渡辺直美（カップヌードルライト+ ラタトゥイユ バーニャカウダ）
- 小林幸子（過去 カップヌードルKimchi 2016年度「OBAKA's大学 衣装は建築するもの編」）
- 橋本環奈（過去 「STAYHOT かわいい編」「バカッコイイ編」2016年度「OBAKA's大学 卒業式編」、2020年度「カップヌードルとは 篇」、「カップヌードル旨辛豚骨・まちがいないうた 篇」）
- 林原めぐみ（2017年度「HUNGRY DAYS編」予告編ナレーション）
- 浜辺美波（2017年度「HUNGRY DAYS編」『魔女の宅急便』編・キキ役）
- 石井杏奈（2017年度「HUNGRY DAYS編」『アルプスの少女ハイジ』編・ハイジ役）
- 雨宮天（2017年度「HUNGRY DAYS編」『アルプスの少女ハイジ』編・クララ役）
- 和久井優（2017年度「HUNGRY DAYS編」『サザエさん』編・磯野サザエ役）
- 小川あん（2017年度「HUNGRY DAYS編」『最終回』編・女子高校生役）
- 藤田ニコル（「たまにはいいじゃん篇」 2020年2月）
- 大坂なおみ（2020年「地元から沸かせ! 篇」）
- 早見優（2020年「シーフードヌードル・ほぼイカ登場 篇」）
- 眉村ちあき、はじめまして松尾です
  - （「カプヌのプロ リピーター続出 篇」2022年9月 - 2023年2月）
  - （「塩分控えめプロ出た 篇」2023年3月 - 6月）
    - 2021年の「カプヌのプロ 出た 篇」、2022年の「カプヌのプロ 売れてる 篇」、「カプヌのプロ チリトマト出た 篇」に続いて、眉村の「顔ドン」をセルフアレンジした楽曲を使用。原曲のプロモーション動画でアニメを担当したはじめまして松尾ですがアニメとセリフを担当。
- ゆこぴ、歌愛ユキ（カップヌードルシーフード/レッドシーフード「夏は食っとけシーフード 篇」2023年7月 - 8月）
  - アップロードから二ヶ月弱で再生回数1000万回を記録した人気ボカロ曲「強風オールバック」をセルフアレンジしたものが使われている。今作ではどん兵衛と日清焼そばU.F.O.の夏季限定シーフードシリーズも便乗した形となっている。また夏季限定のCMは8月31日までの広告展開が通例であるが、原曲と同様に再生回数が過去最多を記録するほどの大反響を呼んだため、11月まで公式チャンネルやホームページでの公開が継続されていた。

翌2024年の7月に続編が制作されCMのラストにも日焼けしお椀に入ったウーパールーパーの横に「続編」と書かれていた。
グループ、団体
- AKB48 -「REAL」編（25編、メンバー各1名が出演、異種業種のコラボレーションCM。）、「iCEカップヌードル・サプライズリレー」編（4編、メンバー各2名が出演）、「カップヌードルロボタイマートリオキャンペーン」編（4編、メンバー各1名出演が3編、メンバー3名出演が1編）の3種類。
  - 「REAL」編 - 前田敦子[注 10]、高橋みなみ、指原莉乃[注 11]、島崎遥香、岩田華怜、大島優子[注 12]、松井咲子、入山杏奈、峯岸みなみ、小嶋陽菜[注 13]、渡辺麻友[注 14]、板野友美[注 15]、松井珠理奈[注 14]、宮澤佐江[注 16]、川栄李奈、柏木由紀[注 17]、篠田麻里子[注 18]、北原里英[注 19]、横山由依[注 20]、加藤玲奈
  - 「iCEカップヌードル・サプライズリレー」編（カップヌードルライト） - 篠田麻里子、小嶋陽菜、大島優子、指原莉乃
  - 「カップヌードルロボタイマートリオ・キャンペーン」編[注 21] - 板野友美、渡辺麻友、柏木由紀
- ボン・ジョヴィ
- ダチョウ倶楽部（上島竜兵・寺門ジモン・肥後克広）（2014年度 「本音と建前編」）
- でんぱ組.inc（2014年度「現代のサムライ編」）
- GLAY
- おぎやはぎ（カップヌードルSio、2020年度「DOT IT NOW 実際どうなるの? 篇」）
- EXILE TRIBE（2018年度「ヤバい。なんか熱い。」）
  - 舞踏審議篇:岩田剛典・町田啓太・小澤雄太・AKIRA・青柳翔
  - SNS戦国時代篇:岩田剛典・山下健二郎・佐藤大樹・佐藤寛太・八木将康・黒木啓司・遠藤雄弥・ELLY・大屋夏南・関口メンディー
  - フランダースの漢篇:TAKAHIRO・登坂広臣・関口メンディー・小林直己・高谷裕之・岡見勇信
- マキシマム ザ ホルモン（2019年度 カップヌードル コッテリーナイス「体に気を使ってこそロック編」）
- MAX（世界のカップヌードル シンガポール風ラクサ「結局何なの?ラクサ 篇」2023年4月 - 6月[151]）
- PEOPLE 1（カップヌードル/シーフード/カレー/チリトマト「ニャードル飼える 篇」2023年9月 - ）
- Franz Ferdinand（カップヌードル ねぎ塩「サイバーでパンクなねぎ塩 篇」2023年3月 - 6月）
  - Netflixで世界的に配信しているアニメ「サイバーパンク エッジランナーズ」（監督：今石洋之 制作：TRIGGER）の世界観を生かしたコラボCM。アニメーション製作は別の企業が行い、TRIGGERは監修として関わっている。[152]使用曲であるFranz Ferdinandの「This Fffire」は製作元であるTRIGGER側がこの曲を使用する条件を日清食品側に提示した事で実現したとのこと。またこのCMは30秒バージョンしか製作・放送されていないため、前述の「ねぎ塩星人〜」（15秒）が使われる。
- ルカタマ（謎肉まみれカップヌードル・イカまみれカップヌードル「具がスキスー 篇」2023年11月 - 12月）
- エルシャダイ（極上カップヌードル各種）[153]

架空の人物、グループ、装置
- RX-78-2 ガンダム ※2009年に建造された実物大の巨像をCG処理した。
- ヨーダ
- バカボン一家（「天才バカボン」より）（カップヌードルごはん）
- ベジータ（「ドラゴンボールZ」より）[注 22]（カップヌードル ベジータ ソテー風キャベツ&ベーコン味）
- ネロ、パトラッシュ（「フランダースの犬」より）（北海道ミルクシーフー道ヌードル「フランダースの漢篇」）※ネロがミルクシーフー道を食べるシーンは製作元である日本アニメーションによる新規書き起こしである。
- ONE PIECEシリーズ（2017年・2019年「HUNGRY DAYS」シリーズ）ONE PIECEの登場人物が、21世紀の現実世界の高校の同級生として学生生活を送るという「もしも」を描いたパラレルワールド作品。登場人物の声優はテレビアニメ版と同様[注 23] だが、制作スタッフは異なり、キャラクターデザインに窪之内英策を起用し、シャフトがアニメーション制作を担当している。CMソングはBUMP OF CHICKENの「記念撮影」。「ONE PIECE#他媒体との関連」も参照のこと。
- キズナアイ（2020年 カップヌードル味噌「ありよりのあり篇」）
- ORANGE RANGE（カップヌードル味噌「MISO食べたい 篇」2022年3月 - ）[映像 3][154]
  - 「SUSHI食べたい feat.ソイソース」をセルフアレンジした楽曲。原曲のプロモーション動画と同様、AC部も製作に携わっている。
- 山口勝平、阿久津将真、JURIANA（A.I.A.）（カップヌードルにんにく豚骨「にんにくダンス 篇」2022年2月 - ）[映像 4][155][156]
  - ザ・ドリフターズの「ゴー・ウエスト」の替え歌を使用。豚やにんにくの絵は「まちがいないうた篇」でイラストを担当した豊永盛人によるもの。
- サザエさん一家（「サザエさん」より フグ田サザエ・磯野カツオ・磯野ワカメ）★（カップヌードルシーフード/レッドシーフード「サザエさんと海ラップ 篇」 2022年7月 - 8月）
  - サザエさんTVアニメBGM「エンディング4」をアレンジしたヒップホップ調の楽曲を使用。

その他
- 「サラリーマン」と「アメリカ人」（モブキャラクター）
- 「草食系男子」と「肉食系女子（＝トラ）」（モブキャラ）
- 「ネットユーザー」と「リア獣（リア充）（=サメ）」（モブキャラ）
- 「就活生」と「面接官（＝シロクマ）」（モブキャラ）
- 「サムライ」と「アイドリアン」（モブキャラ）（2014年度「現代のサムライ編」）
- 五月女ケイ子イラストレーション（2020年度「カップヌードルとは篇」）

オリジナルキャラクター
- チーズ星人（ミルクシーフード）
- ペッパー星人（ミルクシーフード）
- ブタ星人（ブートン・イカトンシリーズ）
- イカ星人（ブートン・イカトンシリーズ）
- ねぎ塩星人（カップヌードル ねぎ塩）

#### CMソング
- 「風を感じて〜EASY TO BE HAPPY」（浜田省吾）
- 「どっちを向いてもそこが明日さ」（亀井登志夫）
- 「トーク・トゥ・ミー」（上久保純）
- 「ボーンフリー・スピリット」（ロブバード）
- 「そして僕は途方に暮れる」（大沢誉志幸）
- 「ff (フォルティシモ)」（HOUND DOG）
- 「翼の折れたエンジェル」（中村あゆみ）
- 「シェリー」（尾崎豊）
- 「ガラス越しに消えた夏」（鈴木雅之）
- 「地図をください」（遊佐未森）
- 「Monday Monday」（伊藤銀次）
- 「太陽と埃の中で」（CHAGE and ASKA）
- 「CHANGE YOURSELF!」（布袋寅泰）
- 「オンリー・ユー」（プラターズ）
- 「タガタメ」（Mr.Children）
- 「and I love you」（Mr.Children）
- 「僕らの音」（Mr.Children）
- 「This Is Love」（宇多田ヒカル）
- 「Kiss & Cry」（宇多田ヒカル）[注 24]
- 「輪舞」（ゴスペラーズ）

- 「恋する雪 愛する空」（CHEMISTRY）
- 「FREEDOM」
- 「Everything」（MISIA）
- 「Virtual Insanity」（ジャミロクワイ）
- 「HOWEVER」（GLAY）
- 「You Give Love A Bad Name（禁じられた愛）」（BON JOVI）
- 「I Was Born To Love You」（フレディ・マーキュリー（ソロ））
- 「ナンバーワン野郎!」（ザ・クロマニヨンズ）
- 「心の譜面」（作曲：服部隆之、ピアノ演奏：松井咲子）
- 「ちゅるりちゅるりら」（でんぱ組.inc）
- 「Dance With You」（OKAMOTO'S）
- 「記念撮影」（BUMP OF CHICKEN）
- 「Heads or Tails」（EXILE）
- 「東京地下鉄ポルカ」（クラウス・ヴァレンドルフ）
- 「SUSHI食べたい feat.ソイソース」（ORANGE RANGE）
- 「なぞのやさい星人あらわる」（かねこひろゆき）
- 「強風オールバック」（ゆこぴ）
- 「倍倍FIGHT!」（CANDY TUNE）

その他
- CMソング10曲を集めたCD「CUPNOODLE CM SONGS COLLECTION」が2006年11月22日にソニー・ミュージックダイレクトから発売された。このCDには笠井紀美子とデューク・エイセスが歌った初代CMソング「日清カップヌードル ハッピーじゃないか」（作詞：阿久悠、作曲：小林亜星）も収録されている。渚ようこが2004年のアルバム「渚ようこ meets 阿久悠 ふるえて眠る子守歌」の中でカバーもしている。
- 宇多田ヒカルの「This Is Love」と「Kiss & Cry」は、オリジナルアニメ「FREEDOM」とのコラボCMのBGMおよび同アニメのテーマソングに使われた。
- ノエビア・資生堂など化粧品キャンペーンものと並んで、ニュー・ミュージックというジャンルが確立されていく過程で、一作一作が作品と呼ばれても良いCMソングは一つの文化であり、現代で言うところのプロモーション・フィルムのように多用されていたので、当時の雰囲気など記憶と結びつくものも多い。
- MISIA、ジャミロクワイ、GLAY、BON JOVI、フレディ・マーキュリー、オレンジレンジ、ゆこぴについては、オリジナルPVをそのままかCMに合わせた内容に置き換えた物に歌詞の一部を新たに書き換えたものを使用。

### ラジオ

#### 独自CM
2008年8月終了。2012年7月から翌年3月まで『AKB48のオールナイトニッポン』限定で再開された。

##### 主なナレーター
- ニッポン放送
  - 荘口彰久（当時ニッポン放送アナウンサー、現フリーアナウンサー）
  - 吉田尚記（ニッポン放送アナウンサー）
  - 鈴木芳彦（当時ニッポン放送アナウンサー、現フジテレビアナウンサー、2003年3月 - 2006年4月）
  - 飯田浩司（ニッポン放送アナウンサー、2006年4月 - 2007年5月、2012年7月 - 2013年3月）
  - 新保友映（ニッポン放送アナウンサー、2007年5月 - 2008年8月、2012年7月 - 2013年3月）
  - 五戸美樹（当時ニッポン放送アナウンサー、現フリーアナウンサー、2012年7月 - 2013年3月）
  - 箱崎みどり（ニッポン放送アナウンサー、2012年7月 - 2013年3月）
  - など
    - 2003年3月からは「カップヌードル大好き、○○○○（名前）です!」というスタイルでCM。
    - 2012年7月から翌年3月までは「○○○○（AKB48のメンバー）、△歳のリアル」から始まるスタイルでCM。

##### BGM
- ニッポン放送
  - 2003年3月31日 - 2004年5月頃（オールナイトニッポンいいネ!）
  - 2004年5月頃 - 2006年3月頃（HOT'n HOT お気に入りに追加!）
  - 2006年4月頃 - 2008年8月（ヤンピース!）

ニッポン放送では月曜 - 土曜日の22時58分頃に毎日放送していたが、月曜 - 木曜に放送されていた22時台のヤング番組のジングルの中のうちの1つを使用していた（カッコ内の番組はそのジングルの番組）。ジンクスもあり、番組が変わった後もしばらくは前番組のBGMを使用していた。

#### 通常CM
- 2010年度 - 「この味は、世界にひとつ」編
- 2011年度 - 「この国には、底力がある。」編
- 2012年度 - 「AKB48のREAL」編
- 2013年度 - 「SURVIVE!」編
- 2014年度 - 「SAMURAI, FUJIYAMA, CUPNOODLE 」編
- 2015年度 - 「STAY HOT いいぞ もっと やれ」編
- 2016年度 - 「いまだ! バカやろう! -CRAZY MAKES the FUTURE.-」編
- 2017年度 - 「HUNGRY DAYS」編
- 2018年度 - 「ヤバい。なんか熱い。」篇

## 復活総選挙
発売40周年の節目となる2011年4月26日から6月30日までの間、『歴代カップヌードル復活総選挙 40th Anniversary CUPNOODLE』と題して、過去に発売された73種類の中から、復活及び限定発売を賭けて、公式サイト内にて行われたキャンペーン。
2011年9月16日に選挙結果が発表され、投票数約186万通の順位は、1位「カップヌードル 天そば」、2位「カップヌードル ブタホタテドリ ローストしょうゆ味」、3位「カップヌードル スパイシーカレー」となり、3位から順に2011年11月から1カ月ごとに復刻版が発売された。

## コラボレーション商品
カネミ美和から蓋付マグが製造・販売されている（これらのマグはカップヌードルリフィル用のカップとはサイズが異なる）。
- カップヌードル蓋付マグ（レギュラー）
- カップヌードル蓋付マグ（カレー）
- カップヌードル蓋付マグ（シーフード）

また、カメヤマからレギュラーの容器そっくりのろうそく「カップヌードルキャンドル」が製造・販売されている。
2017年には謎肉とルービックキューブのコラボ商品「謎肉（なぞにっく）キューブ」が日清食品グループ オンラインストア限定で販売されている（要ログイン）。
2020年9月にはBANDAI SPIRITSより過去のヒット商品をプラモデル化する「BEST HIT CHRONICLE」シリーズの第3弾として「1/1 カップヌードル」が発売されている。
毎日放送のテレビ番組｢水野真紀の魔法のレストラン｣とのコラボ製品が期間限定で発売された。
- カップヌードル 魔法のレストランコラボ トマトスープ→担々麺
  - （2021年11月3日阪急うめだ本店限定発売）
- カップヌードル 魔法のレストランコラボ 関西風すき焼きヌードル
  - （2021年11月8日関西限定で発売）

## 関連文献
- プロジェクトX、監修）, 監修） 編『コミック版 5　プロジェクトX挑戦者たち─82億食の奇跡 魔法のラーメン〈日清カップヌードル〉』加藤唯史（作画・脚本）、宙出版〈コミック版 プロジェクトX　挑戦者たち〉、2002年8月3日。ISBN 978-4-87287-842-4。OCLC 1019826744。

### 映像
1. ↑  カップヌードルCM「辛麺ダンス 篇 改訂」30秒 / Jackson Myles Chavis・Nick Kosir - YouTube
2. ↑  世界のカップヌードルCM「素敵な味です 篇」30秒 - YouTube
3. ↑  カップヌードルCM「MISO食べたい 篇」30秒 - YouTube
4. ↑  カップヌードルCM「にんにくダンス 篇」30秒 - YouTube